# Diseñando tu amor
Diseñando tu amor es una telenovela producida por Pedro Ortiz de Pinedo para Televisa, en el 2021. Está basada en la telenovela portuguesa Meu Amor de António Barreira, siendo adaptada por Guillermo Quezada, José Enrique Jiménez, Oscar Ortíz de Pinedo y Gabriel Rojas. La telenovela se estrenó el 26 de abril de 2021, simultáneamente en México y en Estados Unidos a través de Las Estrellas y Univisión, respectivamente.
Está protagonizada por Gala Montes, Juan Diego Covarrubias, Ana Belena y Osvaldo de León, junto con Frances Ondiviela, Ale Müller, Adrián Di Monte, Chris Pazcal, Armando Araiza y Martha Julia en los roles antagónicos. Acompañados por Mariluz Bermúdez, María Sorté, Norma Herrera, Sergio Goyri y José Elías Moreno.

## Trama
Valentina (Gala Montes) es una joven que sueña con triunfar en el mundo de la moda. Trabaja en una fábrica de pasteurización de leche de la familia de Ricardo (Chris Pazcal), quien le hace creer que la ayudará a cumplir su sueño, pero solo quiere aprovecharse de ella y utilizarla para robar el dinero de su padre y su empresa. El plan de fuga de Valentina y Ricardo es descubierto, lo que condenará a Ricardo a realizar un viaje junto a su padre Armando, un exitoso empresario que no perdona la traición de su hijo y que amenaza con enviarlo a la cárcel al igual que su cómplice. Por desgracia, el viaje se convierte en una tragedia, la cual, termina en un accidente de aviación, cambiando la vida de todos. Así, Valentina y su hermana Nora (Ale Müller) llegarán a una nueva ciudad donde conocerán a Claudio (Juan Diego Covarrubias), un hombre noble que como abogado ayudará a los miembros de su comunidad con los problemas legales a los que se enfrentarán. Inmediatamente se encenderá la llama del amor entre Valentina y Claudio tras conocerse, pero Nora intentará interponerse para conquistar a Claudio. Al mismo tiempo, Ricardo reaparecerá para recuperar a Valentina y su dinero. 

## Reparto
Una lista del reparto confirmado se publicó el 5 de marzo de 2021, a través de la página web oficial de Las Estrellas.

### Principales
- Gala Montes como Valentina «Vale» Fuentes Barrios
- Juan Diego Covarrubias como Claudio Barrios
- Sergio Goyri como Guillermo Vargas Mota
- Ana Belena como Helena Vargas Reyna
- Osvaldo de León como Héctor Casanova Morales
- María Sorté como Consuelo Morales
- Martha Julia como Patricia Manríque de Castro[11]
- Norma Herrera como Adelaida Vargas Villaponte
- Ale Müller como Nora Fuentes Barrios
- Omar Germenos como Alfonso Vargas Reyna
- Frances Ondiviela como Yolanda Pratas[11]
- Chris Pazcal como Ricardo Manríque de Castro
- Armando Araiza como Enrique Avilés Ortega
- Adrián Di Monte como Leonardo Casanova Morales
- Adalberto Parra como Juan Fuentes[11]
- Mariluz Bermúdez como Rosa María Ponce
- Marco Muñoz como Armando Manríque de Castro
- Daniela Álvarez como María José «Majo» Arriaga / Judith Arriaga[12]
- Ana Lorena Elorduy como Camila Casanova Morales
- Alejandra Jurado como la Madre superiora[11]
- Archie Lafranco como Ernesto
- Talia Rivera como Luna
- Raúl Orvañanos como Uriel
- Isabela Vázquez como Mina Casanova
- José Elías Moreno como Horacio Barrios
- José Manuel Lechuga como David James[13]

### Recurrentes
- Natalia Madera como Beba
- Bibelot Mansur como Samara
- Emmanuel Torres como Chango
- Alfonso Escobedo como El Bicho
- Diego Arancivia como El Cachas
- Carlos Meza como El Mosquito
- Sergio Arturo Ruiz como El Perro
- Moisés Peñaloza como El Brochas
- Carlos Miguel como Regino
- Manrique Ferrer como El Cibernético[14]
- Thabata González como Lucha
- Marcos Neta como Arcadio
- Flora Fernández como Mechita
- Tabata Campos como Lizia
- Emilia Carranza como Doña Emma[15]

### Estrellas invitados especiales
- Danielle Dithurbide como Ella misma

## Episodios
| N.º | Título                                              | Fecha de emisión en México | Fecha de emisión en Estados Unidos | Audiencia MX (millones) | Audiencia EUA (millones) |
| --- | --------------------------------------------------- | -------------------------- | ---------------------------------- | ----------------------- | ------------------------ |
| 1 | «Aléjate del hijo del patrón»                       | 26 de abril de 2021        | 26 de abril de 2021                | 2.3                     | 1.58                     |
| Claudio llega a la hacienda de don Armando en su búsqueda, pero en su camino conoce a las hermanas Valentina y Nora. Valentina le pide a Ricardo que intente defender su relación ante su padre, pero el le asegura que nadie, ni el siendo su hijo, se puede enfrentar a don Armando. Por otro lado, Alfonso cita a Helena y a Guillermo, su papá, en un restaurante con el fin de que puedan reconciliarse, pero la situación sale mal. Nora le confiesa a Patricia que Ricardo y Valentina planean fugarse de la hacienda, por lo que ella se lo informa a su papá e impide que se escapen. Valentina enfrenta a Patricia y le asegura que por dignidad no le acepta el dinero que intenta ofrecerle, tras correrlas de la hacienda. Don Armando descubre que Ricardo le robó dinero para poder fugarse con Valentina y lo enfrenta dentro del avión. Mientras que el avión en el que viajaban Ricardo, Don Armando, Juan y Alfonso, empieza a tener fallas en el aire, Valentina logra ver una visión de su padre, metros adelante de ella, sin imaginar que sería un presentimiento de lo que podría pasar. |                                                     |                            |                                    |                         |                          |
| 2 | «Una de las dos es su hija»                         | 27 de abril de 2021        | 27 de abril de 2021                | 2.6                     | 1.60                     |
| Tras el accidente aéreo, Ricardo trata de sacar a don Armando de los escombros, pero el le confiesa a Ricardo que el no es su padre biológico, ya que su mamá en el pasado, lo engañó con un chofer y le asegura que si no hubiera sido por Patricia, lo hubiera dejado morir. Valentina y Nora se enteran del accidente del vuelo y que su papá murió junto con Ricardo y su familia; Nora le echa la culpa a Valentina del accidente y le asegura que si hubiera hecho las cosas bien junto con Ricardo, podría haber evitado la muerte de su padre. Consuelo tiene la esperanza de que su hija Camila se encuentre viva. Juan le revela a Guillermo que entre Nora y Valentina, una de ellas podría ser su hija. Adelaida le pide a Helena que trate de reconciliarse con su padre, tal y como lo deseaba Alfonso antes del accidente. Valentina le promete a Nora que ella le va a diseñar su vestido de novia, el día de su boda. |                                                     |                            |                                    |                         |                          |
| 3 | «Por tu culpa mi hermano está muerto»               | 28 de abril de 2021        | 28 de abril de 2021                | —                       | 1.88                     |
| Valentina y Nora reciben las cenizas de su papá y el abogado de la aerolínea les informa que serán indemnizadas. Enrique llega a la hacienda para consolar a su amada Patricia y le asegura que ahora que está libre va a luchar por su amor. Consuelo recibe malas noticias de su hija Camila. Patricia al ver llegar a Valentina y a Nora al velorio de su familia, las corre y no duda en humillarlas. Patricia le asegura a Nora que está dispuesta a revelar que fue ella la que informó que Valentina y Ricardo se iban a fugar. Claudio le pide a Mundo que sea respetuoso con Mina. Valentina y Nora se encuentran con Guillermo en un mal momento. Nora le asegura a Valentina que no confía en la ayuda de Patricia, por lo que la convence de que lo mejor para las dos, es comenzar una nueva vida en la ciudad. Guillermo llega a la hacienda en busca de Valentina y Nora; Valentina le asegura a Nora que si se entera de que ella fue la que dio a conocer sus planes con Ricardo, nunca se lo va a perdonar, ya que se convertiría en la culpable de la muerte del hombre que ama. |                                                     |                            |                                    |                         |                          |
| 4 | «No te he olvidado ni un minuto»                    | 29 de abril de 2021        | 29 de abril de 2021                | —                       | 1.40                     |
| Guillermo le confiesa a Enrique que Valentina o Nora, una de las dos jóvenes puede ser su hija. Helena le informa a Claudio que Juan, quien podría ayudarle a saber cómo se llama la chica que le robó su corazón, murió en el accidente aéreo, pero él está dispuesto a regresar a la hacienda para buscarla. Valentina llega a la casa de su tío Horacio en busca de alojamiento, pero se encuentra con Claudio quien no puede creer que está de nuevo frente a la mujer que le robó el corazón. Horacio duda de que Valentina y Nora sean sus sobrinas, ya que nunca supo de su existencia. Claudio logra convencer a su papá de que Valentina y Nora se queden a vivir el tiempo que sea necesario en la casa. Helena revive los bonitos momentos que pasó con su hermano Alfonso. Tras llegar a la ciudad, Valentina está dispuesta a comenzar una nueva vida, por lo que le ayuda a su tío Horacio a arreglar la ropa que vende en el mercado, pero Nora se niega a quedarse en la casa y está dispuesta a aceptar la ayuda de Patricia. |                                                     |                            |                                    |                         |                          |
| 5 | «Héctor y Helena se besan»                          | 30 de abril de 2021        | 30 de abril de 2021                | —                       | 1.37                     |
| Guillermo le asegura a Helena que Alfonso ya no está, por lo que su presencia en el funeral de su hermano no es indispensable. Valentina le muestra a Claudio el audio que le envió Ricardo antes de morir. Claudio al conocer que despidieron de manera injustificada a Valentina y a Nora de la hacienda, está dispuesto a ayudarlas para que demanden a Patricia. Héctor cuestiona a Helena si está dispuesta a darse una oportunidad en el amor. Valentina está dispuesta a demandar a Patricia por despido injustificado. Guillermo le asegura a Adelaida que cuando encuentre a su hija, le va heredar toda su fortuna. Héctor sorprende a Helena al darle un beso en la boca y ella no duda en corresponderlo, por lo que deciden darse una oportunidad. Valentina se entera de que tras firmar los documentos deslindó a la aerolínea de cualquier responsabilidad, por lo que no serán indemnizadas. Claudio le confiesa a Valentina que es una mujer extraordinaria y ella le asegura que él se convirtió en su ángel. Ricardo está vivo. |                                                     |                            |                                    |                         |                          |
| 6 | «Loco de amor por ti»                               | 3 de mayo de 2021          | 3 de mayo de 2021                  | —                       | 1.53                     |
| Al ver que ningún familiar ha preguntado por Ricardo, el médico Mario le asegura a la Dra. Rosa que lo mejor es dejarlo morir, ya que no hay nadie que pueda cubrir los gastos hospitalarios. Valentina decide salir a buscar trabajo ya que no se quiere convertir en una carga para su tío. Valentina decidida a no convertirse en una carga para su familia, decide salir en busca de trabajo y encuentra la oportunidad de entrar a una sastrería, pero el dueño del lugar comienza acosarla. Nora descubre que Claudio está interesado en Valentina. Camila despierta del coma. Claudio sorprende a Valentina con un ramo de flores y le asegura que está loco de amor por ella. Patricia se entera de que su papá le debía una fuerte cantidad de dinero a Helena. |                                                     |                            |                                    |                         |                          |
| 7 | «Bienvenida al Olimpo de la moda»                   | 4 de mayo de 2021          | 4 de mayo de 2021                  | 2.5                     | 1.50                     |
| Valentina le asegura a Claudio que entre ellos dos no puede existir un romance, ya que son primos hermanos, pero él le confiesa que no es hijo de Horacio. Nora le pide a Valentina que se olvide de Ricardo. Nora le confiesa a Claudio que desde que lo conoció le gustó y aunque sabe que él no se va a fijar en ella por estar pensando en Valentina le asegura que está dispuesta a esperar el tiempo que sea necesario. Héctor se molesta por la indiferencia de Leonardo ante la situación de su hermana Camila. Claudio le confiesa a Horacio que se enamoró de Valentina desde el día que la conoció. Valentina le ofrece disculpas a Claudio y le asegura que si se vuelve a enamorar será de él. Helena se entera de que Yolanda Pratas invitó a modelos y a diseñadoras para trabajar en su taller, justo el mismo día que ella va a realizar el casting en su atelier. Yolanda al ver los diseños de Valentina decide darle trabajo como su aprendiz. Helena cree que alguien de su equipo de trabajo la está traicionando. |                                                     |                            |                                    |                         |                          |
| 8 | «Un ángel que Dios puso en su camino»               | 5 de mayo de 2021          | 5 de mayo de 2021                  | —                       | 1.37                     |
| Valentina se encuentra a Guillermo quien se siente mal de salud por lo que trata de auxiliarlo. Patricia se reencuentra con el padre del pueblo quien le da la dirección del tío de Valentina y Nora. Ricardo despierta del coma y la Dra. Rosa comienza a realizarle una serie de preguntas, pero lamentablemente él no recuerda ni quién es. Helena le pide a Héctor que no juegue con sus sentimientos. Adelaida al saber que Patricia no supo ninguna noticia de Valentina y Nora, le pide que deje de buscarlas ya que si las encuentra, su futuro cambiará. Nora sueña en convertirse en una gran modelo. Patricia le hace creer a Guillermo que Valentina y Nora se fueron de indocumentadas a Estados Unidos, pero él le pide que haga todo lo posible para dar con su paradero. Patricia le asegura a Enrique que Valentina o Nora, una de ellas dos puede ser hija de Guillermo, por eso su insistencia en encontrarlas. Helena conoce a Valentina, pero Yolanda la enfrenta al descubrirla con sus diseños. |                                                     |                            |                                    |                         |                          |
| 9 | «No muerdas la mano que te da de comer»             | 6 de mayo de 2021          | 6 de mayo de 2021                  | —                       | 1.36                     |
| Valentina y Claudio se encuentran en la cocina y sin decirse una sola palabra se demuestran su amor con un beso. Nora amenaza con un cuchillo a Leonardo, pensando que es un delincuente, pero él le asegura que es hijo de Consuelo. Tras el susto, Nora le comenta a Leonardo que es modelo y él le entrega su tarjeta para que lo busque. Valentina sabe que Yolanda está mintiendo sobre el encuentro con Helena. Ricardo se siente muy agradecido con las atenciones de su doctora. Tras conocer que Yolanda está diciendo mentiras sobre lo sucedido con Helena, Valentina está dudando en seguir en el Olimpo Pratas. Helena está dispuesta a confesar la verdad, pero Claudio le asegura que necesita las pruebas de lo contrario, dicha situación podría ser su salida del mundo de la moda. Helena se entera de que Yolanda la está acusando de robo, ya que según ella, la hija de Guillermo quiso apropiarse de sus diseños. Camila le confiesa a Claudio que se quiere volver monja. Leonardo está dispuesto a traicionar a Helena. Leonardo le invita una copa de vino a Helena y ella se desmaya. Ricardo tiene una alucinación con Valentina, pero la doctora al verlo tan desesperado lo auxilia y él le da un beso. Helena recibe un romántico mensaje de Héctor. Claudio y Valentina se encuentran en la cocina y se dan un beso. |                                                     |                            |                                    |                         |                          |
| 10 | «Un arma secreta»                                   | 7 de mayo de 2021          | 7 de mayo de 2021                  | —                       | 1.08                     |
| Nora encuentra a su hermana besándose con Claudio, pero él trata de justificar lo que vio. Valentina le confiesa a Nora que se siente confundida. Majo cree que Leonardo drogó a Helena para violarla. Helena busca a Leonardo para que le explique lo que sucedió anoche en su departamento, él al sentirse atacado firma su renuncia y pide que lo demanden por abuso sexual e intento de violación. Consuelo y Horacio están a punto de darse un beso, pero son interrumpidos por Nora. Beba en una actitud altanera le pide a Valentina que le diga de qué habló con Yolanda, pero ella le asegura que es algo que no le interesa ya que no es su jefa. Valentina se esconde para evitar que Patricia la descubra. Adelaida planea irse a vivir con Helena. Beba en una actitud altanera le pide a Valentina que le diga de qué habló con Yolanda, pero ella le asegura que es algo que no le interesa ya que no es su jefa. Valentina se esconde para evitar que Patricia la descubra. Adelaida planea irse a vivir con Helena. |                                                     |                            |                                    |                         |                          |
| 11 | «No podía dejar de pensar en ti»                    | 10 de mayo de 2021         | 10 de mayo de 2021                 | —                       | 1.32                     |
| Un grupo de hombres armados entra a la oficina de Yolanda en busca de la caja fuerte, pero Beba al ver a los delincuentes decide salir corriendo lo que ocasiona que su vida corra peligro; sin embargo, Valentina la defiende. Yolanda le confiesa a Patricia que no se casó con Guillermo por culpa de Helena. Majo y Leonardo se convierten en amigos con derechos. Yolanda culpa a Valentina de ser cómplice de los delincuentes, ya que se enteró de que comió con el licenciado de Helena Vargas, pero la hija de Juan le deja en claro que eso no es cierto y si desconfía de ella, lo mejor será renunciar no sin antes decirle a Claudio toda la verdad sobre las fotos de Yolanda. Adelaida le confirma a Patricia que Valentina o Nora, una de ellas dos es hija de Guillermo, por lo que está dispuesto a dejarle toda su fortuna. Patricia le pide a Adelaida que Helena no puede saber que tiene una hermana. Valentina le confiesa a Claudio que cuando estaba en el asalto no podía dejar de pensar en él, por lo que Claudio le da un beso para tranquilizarla. Helena llega a la casa de Héctor y se encuentra con Mina. |                                                     |                            |                                    |                         |                          |
| 12 | «Voy a acabar contigo, Valentina»                   | 11 de mayo de 2021         | 11 de mayo de 2021                 | —                       | 1.45                     |
| Helena busca una explicación de Héctor por haberle ocultado que tiene una hija y le asegura a Majo que no sabe si está dispuesta a pelear una batalla con los celos de Mina. Camila le comenta a Héctor que Helena fue a buscarlo y ya sabe que es papá, por lo que le deja en claro que los hijos no se esconden. Ricardo tiene ligeros recuerdos de una mujer. Valentina le entrega a Yolanda los diseños para el desfile de moda y ella al ver su trabajo está dispuesta a robárselos y hacerle la vida imposible a su aprendiz. Héctor le comenta a Helena que no había tenido la oportunidad de hablarle de su hija y le hace una fuerte confesión. Helena le pide tiempo a Héctor y él no acepta la decisión por lo que decide retirarse de la vida de la diseñadora. Ricardo convence a la Dra. de que tome el puesto como directora del hospital. Leonardo le pide a Helena que no haga un catálogo para gordas y ella le asegura que sufrió de sobrepeso, hace algunos años. Valentina llega a la oficina de Yolanda y descubre que le robó la idea y conceptos de sus diseños para el desfile de modas. Enrique le comenta a Claudio que Guillermo le quiere comprar la hacienda a Helena y Leonardo podría estar metido en graves problemas.                                                                                              |                                                     |                            |                                    |                         |                          |
| 13 | «Hacerse el héroe»                                  | 12 de mayo de 2021         | 12 de mayo de 2021                 | 2.5                     | 1.36                     |
| Leonardo se entrega a las autoridades luego de que él aceptara que golpeó fuertemente al reportero gráfico. Adelaida le platica a Patricia cómo fue la relación de Guillermo con Yolanda. Guillermo vuelve a ver a Valentina, pero al querer agradecerle lo que hizo por él, no logra alcanzarla. Camila le platica a Valentina que su papá se sentó junto a ella el día del accidente. Héctor al saber que su hermano está detenido, confiesa que él golpeó al reportero. Nora al escuchar decir a Valentina que Camila será la encargada de modelar sus diseños, no tarda en hacer sentir mal a la hija de Consuelo por su cicatriz. Claudio le informa a Helena y a Héctor que Leonardo será trasladado al reclusorio. Beba llega a la casa de Valentina y la pide que le dé las joyas de Yolanda, por lo que sorprendida, Valentina las saca del bolsillo de su pantalón. Claudio sorprende a Valentina con un ramo de flores y Helena decide darle otra oportunidad a Héctor. |                                                     |                            |                                    |                         |                          |
| 14 | «Todos son mi familia»                              | 13 de mayo de 2021         | 14 de mayo de 2021                 | —                       | 1.35                     |
| Beba llega a la casa de Valentina para acusarla de que se robó los botones de oro y el broche de diamantes de Yolanda, pero Horacio sale en defensa de su sobrina y corre a Beba. Patricia le comenta a Guillermo que se rumora en el pueblo que Valentina y Nora murieron al intentar cruzar la frontera por el río. Leonardo le pide a Helena cancelar el desfile ya que así evitarán una humillación de parte de Yolanda, además de que no están preparados ni con las modelos ni con la campaña de publicidad. Yolanda sigue utilizando las ideas de Valentina. Patricia le comparte a Adelaida que le padre Damián dará fe de que Valentina y Nora están desaparecidas. Valentina enfrenta a Beba y le asegura que ella estaba dispuesta a contarle todo lo del supuesto robo a Yolanda, pero no la dejó. Claudio convence a Helena de que realice el desfile de modas. Yolanda está dispuesta a destruir a Valentina ya que la ve como una gran contrincante y le pide a Beba que cuando quiere acabar con su enemigo, debe encontrar el momento perfecto para destruirlo. |                                                     |                            |                                    |                         |                          |
| 15 | «¿Quieres ser mi novia?»                            | 14 de mayo de 2021         | 17 de mayo de 2021                 | —                       | 1.33                     |
| Patricia llega a la hacienda y con la voz entrecortada le asegura a Héctor que va a perderlo, ya que Helena planea quitárselo. Ricardo se somete a una hipnosis y con la ayuda de la Dra. Rosamaría comienza a recordar sucesos de su vida. Mina está celosa de Helena. Helena al salir de la casa de Consuelito se topa con Valentina y la confronta asegurándole que es una mentirosa, ya que nada de lo que declaró fue cierto, Valentina intenta explicarle lo que sucedió, pero Helena decide no escucharla. Valentina sorprende a Nora llevándola a una escuela de modelaje y Patricia invita a nadar a Héctor en el manantial. Durante la cena, Claudio le promete a Valentina que nunca se irá de su vida, por lo que cuidará de ella por siempre. Helena comienza con los preparativos para su desfile de moda. Claudio le pide a Valentina que sea su novia. Ricardo continúa con su terapia de hipnosis y logra recordar su pasado. Yolanda comienza su plan contra Valentina y la corre de Olimpo Pratas. |                                                     |                            |                                    |                         |                          |
| 16 | «¿El camino más fácil o el difícil?»                | 17 de mayo de 2021         | 18 de mayo de 2021                 | —                       | 1.36                     |
| Yolanda está dispuesta acusar a Valentina de robo y espionaje, por lo que ella le asegura que espere la demanda por parte de su abogado. Beba celebra que Valentina ya no trabaje para Yolanda y no duda en humillarla. Cansada de que le vean la cara, Valentina se promete que no permitirá que se sigan burlando de ella. Claudio enfrenta a Yolanda y le asegura que Valentina no está sola. Héctor sospecha que Leonardo y el paparazzi son cómplices y Camila le da clases de modelaje a Nora. Yolanda le aconseja a Patricia que conquiste a Héctor y así pueda darle donde más le duele a Helena. Camila visita a Helena en el atelier y ella le da una cordial bienvenida. Valentina se encariña con una bebé del orfanato y le asegura a Claudio que alguien debe adoptarla. Claudio al ver que Valentina desea adoptar a Fátima, le propone matrimonio para que de esta forma ambos logren cuidar a la bebé. Patricia se entera de que Guillermo se hará cargo de todos los negocios de su papá, luego de que él no cumpliera con pagarle el préstamo. |                                                     |                            |                                    |                         |                          |
| 17 | «¿Te quieres casar conmigo?»                        | 18 de mayo de 2021         | 19 de mayo de 2021                 | —                       | 1.27                     |
| Héctor le confirma a Patricia que Helena es su novia, por lo que le pide que no le comente que son amigos, ya que ella podría malinterpretarlo. Valentina está decidida adoptar a Fátima, pero Claudio le asegura que no es momento. Regino y Gil preparan su venganza contra Horacio. Patricia le hace saber a Adelaida que un día le prometió a Alfonso que siempre iba a cuidar de su tía y de su papá Guillermo. Valentina está destrozada al saber que Fátima está sola en el mundo, por lo que está dispuesta ayudarla a encontrar unos padres que cuiden de ella. Claudio al ver que Valentina desea adoptar a Fátima, le propone matrimonio para que de esta forma ambos logren cuidar a la bebé. Patricia se entera de que Guillermo se hará cargo de todos los negocios de su papá, luego de que él no cumpliera con pagarle el préstamo. |                                                     |                            |                                    |                         |                          |
| 18 | «Sí me quiero casar contigo»                        | 19 de mayo de 2021         | 20 de mayo de 2021                 | 2.5                     | 1.20                     |
| Valentina acepta formalizar su relación con Claudio y él le asegura que le entrega el anillo que era de su mamá. Guillermo le revela a Patricia que venderá la pasteurizadora por lo que prácticamente ella se queda en la ruina, Patricia se siente traicionada por Enrique. Ricardo le llama a Valentina. Ricardo logra recordar el teléfono de Valentina y decide marcarle, pero ella al ver que solo le llaman para molestarla pide que la dejen en paz. Nora se entera de que su hermana se va a casar con Claudio. La Dra. Rosamaría está dispuesta a todo por Ricardo. Patricia al ver que prácticamente se quedó en la calle, le pide trabajo a su madrina quien la nombra como la nueva Directora Artística de Olimpo Pratas. Leonardo sale de prisión y Héctor descubre que el paparazzi es cómplice de su hermano. Valentina le confiesa a su tío Horacio que nunca va a olvidar a Ricardo. |                                                     |                            |                                    |                         |                          |
| 19 | «¿Qué haces tu aquí?»                               | 20 de mayo de 2021         | 21 de mayo de 2021                 | —                       | 1.30                     |
| Beba al sentirse desplazada en Olimpo Pratas, le entrega su renuncia a Yolanda. Leonardo regresa al taller y se entera de que Helena sí va a participar en la semana de la moda. Valentina se entristece al saber que ya hay familias interesadas en adoptar a Fátima. Nora le asegura a Valentina que si se casa con Claudio le arruinará sus planes, por lo que está dispuesta a irse de la casa cuando comience a trabajar. Ricardo está feliz ya que con ayuda de Rosamaría, va a regresar al rancho. Ricardo regresa a la hacienda y se reencuentra con Patricia, quien no puede creer que su hermano esté vivo. Valentina le pide trabajo a Helena, quien reacciona molesta al verla en su taller. |                                                     |                            |                                    |                         |                          |
| 20 | «Ahora o nunca»                                     | 21 de mayo de 2021         | 24 de mayo de 2021                 | —                       | 1.30                     |
| Helena al descubrir que Valentina está en su taller la corre, sin dejar que ella le dé una explicación. Patricia al ver que no se trata de un sueño y que en realidad su hermano está vivo, le da un fuerte abrazo. Claudio le informa a Enrique que Helena aceptó vender el rancho, pero bajo una condición. Ricardo se vuelve a comunicar al teléfono de Valentina, pero Nora contesta y le asegura que los va a demandar por acoso. Ricardo se niega a creer que Valentina esté muerta. Claudio se entera de que Valentina le pidió trabajo a Helena y la trató muy mal. Yolanda queda sorprendida al ver llegar a Helena con Héctor a la cena de gala por la semana de la moda y no duda en enfrentarla, pero ella no se queda callada. Nora logra que Claudio se ponga celoso de Ricardo, luego de que Valentina rechazara su ayuda. Nora está decidida a comenzar con su carrera de modelo, por lo que se comunica con Leonardo para pedirle ayuda y le asegura que está dispuesta a todo. Patricia descubre que Rosamaría se enamoró de Ricardo y no duda en hablarle mal de Valentina. Helena vuelve a ver los diseños de Valentina y acepta darle trabajo como costurera. |                                                     |                            |                                    |                         |                          |
| 21 | «Veo gente muerta»                                  | 24 de mayo de 2021         | 25 de mayo de 2021                 | 2.5                     | 1.49                     |
| Leonardo piensa apoyar a Nora en su carrera como modelo, solo que bajo sus condiciones. Helena cree que su relación con Valentina no puede ser buena. Majo le muestra a Helena las noticias que circulan sobre la relación con Héctor. Adelaida y Guillermo siguen sin creer que Ricardo está vivo. Valentina está feliz por trabajar en el taller de Helena, pero la repentina aparición de Ricardo la deja sin palabras. Helena no dejará que Yolanda arruine sus planes. Guillermo se reencuentra con Ricardo, pero Patricia tiene un plan para quedarse con la herencia de Vargas. Héctor no le toma importancia a lo publicado en los medios sobre él y Helena. |                                                     |                            |                                    |                         |                          |
| 22 | «¡Estás vivo!»                                      | 25 de mayo de 2021         | 26 de mayo de 2021                 | —                       | 1.33                     |
| Patricia sorprende a Héctor en el departamento de Helena, lo que desata los celos de la diseñadora. Ricardo busca a Camila sin saber que en este lugar se encuentra Valentina, hecho que deja a todos sin palabras. Helena siente celos por la cercanía de Patricia con Héctor, lo que pondrá en riesgo su relación. Ricardo y Claudio se enfrentan por el amor de Valentina, pero ninguno piensa alejarse de la joven. Ricardo le oculta a Patricia sobre su reencuentro con Valentina. Claudio quiere saber lo que pasará en su relación con Valentina ante el regreso de Ricardo y ella le confiesa que no siente nada por Manrique. |                                                     |                            |                                    |                         |                          |
| 23 | «Mía o de nadie»                                    | 26 de mayo de 2021         | 26 de mayo de 2021                 | 2.6                     | 1.33                     |
| Valentina y Claudio continúa con los planes de boda, pero ella necesita hablar con Ricardo sobre lo que pasó en el tiempo que desapareció. Helena toma por sorpresa a Valentina al asignarla como ayudante de costurera. Horacio rompe el juramento que le hizo a su padre. Valentina acepta ver a Ricardo, pero ella le revela que su relación no puede continuar. Helena vende el rancho a Guillermo y él le pide no verse nunca más. Ricardo no asimila que Valentina está junto a otro hombre. Claudio duda si Valentina sigue enamorada de Ricardo. Valentina se lleva una sorpresa al ver a su hermana en la casa de modas de Helena. |                                                     |                            |                                    |                         |                          |
| 24 | «Tomar propias decisiones»                          | 27 de mayo de 2021         | 27 de mayo de 2021                 | —                       | 1.20                     |
| Ricardo teme por su salud tras los ataques que sufre. Leonardo tiene una advertencia para Nora antes de convertirla en modelo. Helena no permitirá que su padre siga lastimándola. Guillermo triunfa en los negocios, pero teme que su salud impida todos los planes que tiene. Valentina le pide a Leonardo que no juegue con los sentimientos de su hermana. Ricardo le revela a Rosa María sobre el encuentro con Valentina y le pide su ayuda para reconquistarla. Helena piensa luchar por el amor de Héctor después de conocer para quién trabaja Patricia. Rosa María solicita la ayuda de Patricia para alejar a Valentina de Ricardo. Patricia llega a casa de los Barrios para hablar con Héctor, pero podría llevarse una sorpresa con Valentina. |                                                     |                            |                                    |                         |                          |
| 25 | «Ardiente belleza»                                  | 28 de mayo de 2021         | 27 de mayo de 2021                 | —                       | 1.20                     |
| Ricardo no soporta la idea que Valentina se vaya a casar con Claudio y piensa impedirlo. Patricia llega a casa de la familia Barrios, pero Valentina se mantiene oculta por el temor a lo que pueda ocurrir. Nora intenta persuadir a Valentina para que permanezca al lado de Ricardo por el estado de salud que padece. Leonardo le anuncia a Helena que hay una campaña con la Imagen de su Camila, pero sin su consentimiento. Claudio es señalado como culpable por la campaña con el rostro de Camila. La adopción de Fátima está en riesgo por el beso que presencia la madre superiora entre Valentina y Ricardo. Claudio está dispuesto a llegar hasta las últimas consecuencias para encontrar al culpable que autorizó la campaña. Rosa María cuestiona a Ricardo sobre sus sentimientos por Valentina. Yolanda Pratas llama a la prensa para señalar a Helena por lo que hizo con la imagen de Camila. Ricardo insiste que Rosa María lo apoye para reconquistar a Valentina. Helena enfrenta los cuestionamientos de la prensa y Camila decide apoyarla. |                                                     |                            |                                    |                         |                          |
| 26 | «Ponerle un alto»                                   | 31 de mayo de 2021         | 28 de mayo de 2021                 | —                       | 1.27                     |
| Ricardo se encuentra con Valentina en el taller de Helena y no duda en hablarle como si fuera de su propiedad. Claudio sospecha que existe una persona en el equipo de Helena que podría ser cómplice de Yolanda Pratas. Guillermo no pierde la esperanza de encontrar a su hija. Valentina le confiesa a Claudio que Ricardo la besó frente a la madre superiora, por lo que él le pide que le ponga un alto. Patricia le confiesa Adelaida que ella fue testigo de cómo su papá mató a su mamá, por lo que le pide que no le diga nada a Ricardo sobre su pasado. Leonardo le informa a Nora que Helena le dio trabajo como modelo. Ricardo se comunica con Valentina y pide verla para arreglar los malos entendidos. Enrique le confiesa a Ricardo que Patricia trató muy mal a Valentina el día de su velorio. |                                                     |                            |                                    |                         |                          |
| 27 | «Nadie sabe lo que tiene hasta que lo pierde»       | 1 de junio de 2021         | 28 de mayo de 2021                 | 2.2                     | 1.27                     |
| Ricardo le pide a Nora que lo ayude para que Valentina regrese con él y no duda en besarla para convencerla. Consuelo aprovecha que está a solas con Valentina y le confiesa que Yolanda Pratas le robó sus diseños cuando trabajó como su costurera, pero ahora tiene miedo de que Yolanda cobre venganza por lo sucedido en el pasado. Nora hace sentir mal a Valentina. Yolanda está segura que Consuelo está pagando con su hija Camila, todo el daño que le ocasionó en el pasado. Yolanda amenaza a Adelaida y ella le asegura que no le tiene miedo. Patricia le advierte a Yolanda que Helena la puede demandar por daño moral. Ricardo está dispuesto a reconquistar a Valentina por lo que le envía un arreglo con sus flores favoritas, situación que molesta a Claudio. Valentina quiere ayudar a Ricardo y Nora la manipula para que le dé otra oportunidad. |                                                     |                            |                                    |                         |                          |
| 28 | «Atacar con las mismas armas»                       | 2 de junio de 2021         | 31 de mayo de 2021                 | —                       | 1.30                     |
| Helena le hace saber a Nora que debe prepararse como modelo para que dentro de unos años pueda brillar en las pasarelas y le asegura que le dio la oportunidad solo por ser prima de Claudio. Ricardo se comunica al teléfono de Valentina y Claudio escucha todo lo que él le dice a su novia. Yolanda le informa a la prensa que lanzará una línea de ropa para caballero teniendo como modelo a Ricardo. Helena descubre que Nora tiene pasión por el modelaje, por lo que está dispuesta a apoyarla. Valentina le informa a Helena que Yolanda creó el mismo concepto para la semana de la moda. Helena quiere lanzar como modelo a Héctor. Valentina le propone a Helena que el concepto de su pasarela se llame "Honor", por lo que ella lo acepta. Claudio le asegura a Valentina que tiene miedo de perderla. Leonardo se entera de que Helena aceptó a Nora. |                                                     |                            |                                    |                         |                          |
| 29 | «Unidos por un accidente»                           | 3 de junio de 2021         | 31 de mayo de 2021                 | —                       | 1.30                     |
| Helena no le pude perdonar a Héctor que haya pasado la noche con Patricia, pero él le asegura que no pasó nada. Claudio le confiesa a Valentina que la condición de salud de Ricardo es grave. Camila logra recordar al hombre que le salvó la vida. Ricardo llega a la casa de Valentina y se reencuentra con Camila, la mujer a la que le salvó la vida. Nora llama “hipócrita” a Valentina ya que no siente su apoyo ahora que se quiere lanzar como modelo y le reprocha que toda su atención esté con Fátima. Valentina al ver que Leonardo le alza la voz a su hermana, le da una cachetada y le prohíbe que le hable así a Nora. Patricia jura vengarse de Enrique luego de que la traicionara. Helena quiere evitar a toda costa que Yolanda se entere de que se ha quedado sin director artístico. |                                                     |                            |                                    |                         |                          |
| 30 | «Exhibir como trofeo»                               | 4 de junio de 2021         | 1 de junio de 2021                 | —                       | 1.40                     |
| Patricia le propone a Yolanda que sea ella con Beba quienes organicen el desfile de moda, ya que no confía en el director artístico. Héctor le aconseja a Claudio que luche por Valentina, de lo contrario podrá arrepentirse de sus malas decisiones. Majo llega a la oficina de Leonardo y lo encuera con Nora por lo que le advierte que si se entera Helena, es capaz de correr a la hermana de Valentina. Camila busca a Ricardo. Nora le asegura a Héctor que Helena solo lo quiere exhibir como su trofeo en el desfile de moda, ya que quiere competir con Yolanda, quien va a lanzar como modelo a Ricardo. Ricardo tiene una recaída y pierde momentáneamente la memoria, situación que lo pone en peligro. Rosa María le asegura a Ricardo que ella no se va a prestar a sus misterios y a sus secretos, por lo que si está dispuesto a que ella se quede, le pide le hable con la verdad. Valentina y Claudio se enteran de que Fátima está al borde de la muerte. |                                                     |                            |                                    |                         |                          |
| 31 | «Con la frente en alto»                             | 7 de junio de 2021         | 2 de junio de 2021                 | —                       | 1.27                     |
| Ricardo se reúne con Nora para pedirle su ayuda y así impedir la boda de Valentina, pero ella no cree que sea una situación fácil. Héctor llega a la cita con Yolanda y Patricia, pero las cuestiona sobre su relación con Helena. Helena llega al mismo restaurante donde está Héctor con Patricia y Yolanda, pero encuentra a su novio besando a su excuñada, Majo le asegura a Helena que deben estarlo utilizando ya que se ve que él no entiende nada. Guillermo comenzará a investigar a Ricardo. Helena al descubrir el engaño de Héctor, está decidida a terminar con él, por lo que Majo le aconseja que hable y le diga las cosas de frente. Héctor al ver que a Patricia se le pasaron las copas, se ve obligado a llevarla a su casa y ella aprovecha para darle un beso. Claudio sorprende a Valentina con un regalo. |                                                     |                            |                                    |                         |                          |
| 32 | «Punto sin retorno»                                 | 8 de junio de 2021         | 4 de junio de 2021                 | —                       | 1.30                     |
| Valentina al ver que Rosamaría está aprovechándose del momento con Claudio decide defender lo suyo, pero cae en el juego de Ricardo con la Dra. Ricardo reta a Claudio a que no se va a casar con Valentina y los ánimos se tensan. Helena cree que Héctor pasó la noche con Patricia. Valentina al descubrir que Nora comienza a tener problemas alimenticios la amenaza con decirle a Helena y le asegura que la famosa diseñadora es capaz de correrla, ya que la puede meter en problemas. Ricardo intenta recuperar el dinero que puso a nombre de Valentina. Horacio deja al descubierto las cartas de Chelito y está seguro que debe deshacerse de ellas, por el bien de sus sobrinas. Consuelo le pide a Helena que no permita que Camila partícipe en el desfile de moda, ya que eso podría traerle graves problemas a su salud. |                                                     |                            |                                    |                         |                          |
| 33 | «Pagar los platos rotos»                            | 9 de junio de 2021         | 7 de junio de 2021                 | 2.6                     | 1.20                     |
| Rosamaría trata de victimizar a Ricardo frente a Valentina y Claudio por su enfermedad y les asegura que puede que en uno de sus episodios pierda la memoria y no la vuelva a recuperar nunca. Valentina se cita con Ricardo en el parque y él le pide que retomen sus planes. Claudio está intranquilo al saber que su prometida está con Ricardo. Valentina descubre que fue Nora quien reveló que se iba a fugar con Ricardo, por lo que llega a la casa de su tío Horacio y le da una cachetada por sentirse traicionada. Ricardo está decidido a impedir la boda de Valentina con Claudio. Tras sentirse agredida por su hermana, Nora jura vengarse con lo que más le duele, por lo que comienza a meter cizaña entre Claudio y Valentina. |                                                     |                            |                                    |                         |                          |
| 34 | «Tu y yo no somos hermanas»                         | 10 de junio de 2021        | 8 de junio de 2021                 | —                       | 1.23                     |
| Nora le asegura a Valentina que ella fue incapaz de revelarle a la familia de Ricardo todos sus planes, ya que desde un principio siempre la apoyó, situación que hace sentir mal a Valentina. Patricia busca a Helena para provocarle celos con Héctor. Ricardo le advierte a Claudio que el amor que existe entre él y Valentina sigue creciendo. Valentina se siente muy culpable por lo que sucedió con Nora, por lo que necesita pedirle perdón, pero su tío Horacio le aconseja que no es momento. Nora comienza con su plan de venganza contra su hermana. Yolanda deja fuera de su proyecto a Patricia. Guillermo se da cuenta de que Enrique intentaba robarle al fírmale unos documentos en los que acredita ser el dueño de todo. Nora se va de la casa de su tío Horacio. |                                                     |                            |                                    |                         |                          |
| 35 | «Cría de cuervos y te sacarán cuervos»              | 11 de junio de 2021        | 9 de junio de 2021                 | —                       | 1.25                     |
| Tras salirse de la casa de su tío Horacio, Nara llega a vivir con Leonardo, pero él la acepta solo con una condición. Patricia celebra que su plan salió como ella esperaba. Guillermo está decidido a acabar con Enrique tras conocer su traición. Camila le asegura a Helena que no se va a someter a la operación hasta después del desfile, pero Helena no acepta su decisión. Nora se pelea con la modelo principal del desfile ya no le permite que la vea como su mandadera. Valentina llega con Claudio al hospital y se encuentran con la mamá de Fátima. Helena le da una oportunidad a Valentina como costurera. Yolanda comienza a preocuparse por el paradero de Patricia. Guillermo llega a su casa y mientras le comenta a Adelaida lo sucedido con Enrique él comienza a sentirse mal hasta desvanecerse. Claudio confirma que Aneliz es la mamá de Fátima. Patricia celebra con Yolanda que su plan salió como ella esperaba. |                                                     |                            |                                    |                         |                          |
| 36 | «Aprovechar las oportunidades»                      | 14 de junio de 2021        | 10 de junio de 2021                | —                       | 1.30                     |
| Beba está dispuesta a ganarle a Patricia, pero la ahijada de Yolanda le asegura que está muy equivocada, ya que su trabajo depende de ella. Valentina le confirma a Claudio que sus planes de boda siguen en pie. Ricardo se molesta con Rosamaría al saber que le arruinó su plan contra Valentina. Rosamaría le hace ver a Ricardo que él ya no tiene lugar en el corazón de Valentina, ya que está enamorada de Claudio. Ricardo le pide ayuda a Rosamaría para recuperar el dinero que puso a nombre de Valentina a cambio de una fuerte suma de dinero. Horacio le entrega a su sobrina Valentina las cartas que dejó su mamá y le asegura que en ellas va a descubrir la verdad, ya que es su historia. Leonardo comienza a confundir sus sentimientos, tras un beso de Valentina. |                                                     |                            |                                    |                         |                          |
| 37 | «Esparcir veneno»                                   | 15 de junio de 2021        | 11 de junio de 2021                | —                       | 1.26                     |
| Valentina con todo el dolor de su alma comienza a leer las cartas de su mamá y reafirma el gran amor que le tenía. Ricardo acusa a su papá del desfalco millonario y se hace la víctima frente a Guillermo. Leonardo le hace saber a Nora que Valentina sí parece modelo, situación que le molesta. Patricia le pide a Enrique que confíe en ella. Rosamaría se une al complot de Ricardo con el único fin de enamorar a Claudio. Helena sorprende a Valentina al regalarle un vestido exclusivo para la cena que va a tener con su papá. Claudio se entera de que Ricardo está a punto de morir. Claudio y Valentina llegan puntuales a su cita con Guillermo, quien al verla recuerda que fue ella quien lo ayudó el día que se puso mal en la calle. Patricia convence a Enrique de que ambos destruyan a Guillermo por todo el daño que les ha causado. |                                                     |                            |                                    |                         |                          |
| 38 | «El poder de la sangre»                             | 16 de junio de 2021        | 14 de junio de 2021                | —                       | 1.40                     |
| Leonardo invita a cenar a Nora, pero le condiciona la comida, asegurándole que nunca una “ballena” ha desfilado en la semana de la moda, por lo que ella le agradece que la cuide. Patricia le advierte a Valentina que Guillermo es una persona peligrosa y le urge hablar en privado porque su vida y la de su hermana corren peligro. Majo se da cuenta de que Héctor nunca besó a Patricia. Valentina le comenta a su tío que no tiene el corazón para decirle a Nora que no es su hermana, por lo que Claudio le asegura que puede estar tranquila, ya que de ellos no saldrá nada. Valentina y Claudio tienen un momento romántico, pero por respeto a la casa, Claudio decide salirse de la recámara de Valentina. Patricia cita a Valentina y a Nora con el objetivo de confesarles la verdad. Ricardo busca a Claudio para asegurarle que él no abandonó a Valentina, solo que le tocó estar en un accidente donde lo hicieron pasar por muerto, así que está listo para recuperar su amor. |                                                     |                            |                                    |                         |                          |
| 39 | «Saca tus mejores armas»                            | 17 de junio de 2021        | 15 de junio de 2021                | —                       | 1.30                     |
| Valentina al ver que Patricia está decidida a confesar la verdad prefiere adelantarse y mentirle a Nora al asegurarle que su papá debía una fuerte cantidad de dinero. Rosamaría recibe la propuesta de ser la directora del hospital. Ricardo está dispuesto a recuperar el amor de Valentina y le asegura que fueron víctimas del destino, por lo que ambos deben seguir luchando por su amor. Leonardo cree que Valentina y Nora ocultan algo. Con el fin de arruinarle el desfile a Helena, Leonardo le roba el vestido estelar, Valentina al saber que no está el diseño, comienza a confeccionar otro con ayuda de Majo, pero se niegan a darle la terrible noticia a Helena. Nora le informa a Valentina que Ricardo está al borde de la muerte. |                                                     |                            |                                    |                         |                          |
| 40 | «Un sello inconfundible»                            | 18 de junio de 2021        | 16 de junio de 2021                | —                       | 1.30                     |
| Nora confunde a Valentina al confesarle que Ricardo está a punto de morir. Helena está desconcertada al enterarse de que el vestido principal de la colección desapareció. Ricardo recuerda el accidente que sufrió y tiene un ataque en pleno desfile de Yolanda Pratas. Claudio no piensa alejarse de Valentina y pide la ayuda de Consuelo. Yolanda Pratas sorprende al público y a la prensa por su trabajo en la colección de moda. Helena queda feliz con Valentina por el resultado del nuevo vestido para el desfile. Helena sospecha que Valentina o Nora son las culpables de robarse el vestido. Patricia cree que su hermano le oculta algo sobre el paradero de Valentina y está dispuesta a descubrirlo. Valentina revela a Helena que Consuelo sufrió una mala jugada por parte de Yolanda. Nora está preocupada por el estado de salud de Ricardo y él le reafirma que hará todo para reconquistarla. Claudio acepta que conocía el estado de salud de Ricardo y enfrenta a Valentina. Ricardo besa por la fuerza a Valentina, pero son descubiertos por Claudio. |                                                     |                            |                                    |                         |                          |
| 41 | «Jugar el todo por el todo»                         | 21 de junio de 2021        | 17 de junio de 2021                | —                       | 1.40                     |
| Leonardo le coloca unas sustancias a la comida de las modelos de Helena con el fin de arruinarle el desfile. Valentina está dispuesta ayudar a Ricardo, pero le hace una fuerte advertencia. Claudio desconfía de la palabra de Valentina. Camila visita a Claudio y le suplica que le permita a Ricardo cumplir con su deseo de casarse con Valentina, ahora que tiene los días contados. Enrique cae en la trampa de Patricia. Patricia llega al desfile de moda de Helena y trata de humillarla, pero ella no se deja y le da una fuerte cachetada. Yolanda descubre que Valentina es la nueva aprendiz de Helena y Leonardo logra que Nora cumpla su sueño de ser la modelo principal de un desfile de moda. |                                                     |                            |                                    |                         |                          |
| 42 | «Al filo de la navaja»                              | 22 de junio de 2021        | 21 de junio de 2021                | —                       | 1.49                     |
| Patricia al ver a Héctor en el desfile de Helena le pide que la acompañe al hospital ya que se siente muy mal, por lo que al ingresar y ser valorada, el médico le informa que debe ser operada de emergencia por lo que le pide a Héctor que le firme la autorización por ser el esposo. Helena se molesta al ver el trabajo de Nora en el desfile. Tras el trabajo de Nora en el desfile, Helena le pide una explicación a Leonardo y él al ver el trato de la famosa diseñadora decide renunciar. Yolanda descubre que Valentina y Nora son hermanas por lo que le pide a Beba investigar el pasado de ellas y así poder armar un plan en contra de Helena para poder desprestigiarla. Ahora que ya saben que a Ricardo le queda poco tiempo de vida, Nora y Camila le piden a Valentina que se case con él para hacerlo feliz en sus últimos días. Héctor al ver que Helena no acepta ninguna explicación, decide demostrarle su amor con un beso. |                                                     |                            |                                    |                         |                          |
| 43 | «Una de ustedes es mi hija»                         | 23 de junio de 2021        | 22 de junio de 2021                | —                       | 1.40                     |
| Consuelo al ver que Héctor está metido en problemas desde que conoció a Patricia, le pide que se aleje de ella y le asegura que gracias a esa mujer no puede ser feliz con Helena. Claudio le hace saber a Valentina que lo que hizo en el pasado con Ricardo a él no le importa. Helena le asegura a Valentina que Guillermo Vargas es una persona muy inteligente ya que nunca hace nada sin tener un interés. Ricardo le hace saber a Patricia que si Valentina es hija de Guillermo, ella se convertirá en la heredera universal y además tendrá en su poder el dinero que les fue robado, por lo que le conviene seguir luchando por su amor para recuperar lo que es suyo. Guillermo invita a cenar a Valentina y a Nora a un lujoso restaurante donde les revela que una de ellas dos puede ser su hija, además les cuenta cómo fue que conoció a su mamá. |                                                     |                            |                                    |                         |                          |
| 44 | «El destino lo convirtió en realidad»               | 24 de junio de 2021        | 23 de junio de 2021                | —                       | 1.34                     |
| Rosamaría le informa a Adelaida que la salud de Ricardo está empeorando, por lo que pone en riesgo su vida. Horacio le muestra a Claudio su gran tesoro y le aconseja que luche por el amor de Valentina. Héctor busca a Helena para arreglar sus diferencias y le pide perdón por las veces que sin pensarlo la ha ofendido y le deja en claro que la ama a pesar de no estar a su altura. Horacio le suplica a Claudio no platicarle a nadie de su secreto. Valentina se niega a practicarse la prueba de ADN, pero Nora está a favor de realizársela. Rosamaría le informa a Ricardo que su salud ha empeorado y le queda poco tiempo de vida. Nora al conocer que podría ser la heredera de Guillermo Vargas, sueña con la vida que siempre ha querido. Helena se entera de que Valentina o Nora, una de ellas dos podría ser su hermana. |                                                     |                            |                                    |                         |                          |
| 45 | «No hay que tener secretos»                         | 25 de junio de 2021        | 25 de junio de 2021                | —                       | 1.39                     |
| Helena al conocer el secreto de su papá le asegura a Valentina que desea que ella se convierta en su hermana. Mina logra convencer a Héctor a que se inscriba en la escuela para concluir sus estudios. Enrique teme que Guillermo descubra que se han estado robando los donativos para la casa hogar. Helena le abre su corazón a Valentina y le comparte que la razón por la cual se fracturó la relación con su padre fue porque la culpa de la muerte de su mamá, pero le detalla que el día que sufrieron el accidente automovilístico, ella encontró a su mamá besando a su novio. Rosamaría le informa a Patricia que los estudios practicados a Ricardo no son nada alentadores. Adelaida le comenta a Patricia que Guillermo planea realizarle la prueba de ADN a Valentina y a Nora. Adelaida se molesta con Patricia al ver su actitud arrogante y le asegura que la casa será suya cuando Guillermo muera, mientras será de todos. Nora le informa a Leonardo que ella o Valentina, puede ser hija de Guillermo Vargas. |                                                     |                            |                                    |                         |                          |
| 46 | «Amo a mi familia»                                  | 28 de junio de 2021        | 28 de junio de 2021                | —                       | 1.63                     |
| Adelaida le informa a Nora que tanto a ella como a Valentina les van a realizar la prueba de ADN, por lo que deben estar preparadas, pero ella le asegura que su hermana sigue renuente a la idea, por lo que al despedirse de Adelaida la llama “tía”, situación que molesta a Helena. Leonardo trata de manipular a Nora ahora que tiene en mente la idea de que ella puede ser hija de Guillermo. Nora convencida de que ella debe ser la hija de Guillermo, decide alterar la prueba de ADN con unos cabellos de Helena, por lo que se los entrega al médico encargado, mientras que Valentina se niega a realizarse la prueba. Helena y Héctor viven un momento romántico. Yolanda al saber que Helena está ganado terreno en el mundo de la moda, decide competir para demostrarle que ella es la mejor. Nora trata de meter cizaña con Helena al asegurarle que vio a Patricia con el fin de encontrarse con Héctor. Valentina se siente confundida con todo lo que está pasando con Ricardo. |                                                     |                            |                                    |                         |                          |
| 47 | «Yo soy Nora Vargas»                                | 29 de junio de 2021        | 29 de junio de 2021                | —                       | 1.30                     |
| Guillermo por fin tiene el resultado de la prueba de ADN y descubre que Nora es su hija, por lo que ella de inmediato ya comienza a sentirse parte de la familia. Helena le confiesa a Majo que tiene la esperanza de que Valentina sea su hermana. Nora al saber que ya es toda una Vargas decide mudarse cuanto antes a su nuevo hogar, pero Valentina le hace una petición. Tras la confesión de Majo, Helena le aconseja que se dé su lugar como mujer. Patricia le propone a Ricardo casarse con Nora por bienes mancomunados y así la herencia también sería suya, pero Ricardo rechaza su idea. Nora le informa a su tío Horacio y a toda la familia que ella es la hija de Guillermo Vargas. |                                                     |                            |                                    |                         |                          |
| 48 | «Seguir su camino»                                  | 30 de junio de 2021        | 30 de junio de 2021                | —                       | 1.40                     |
| Nora al saber que es hija de Guillermo Vargas lo único que desea es irse a vivir a su nueva casa y comenzar su vida como millonaria, pero Valentina le pide que se quede a su lado, ya que siempre han estado juntas. Helena se entera de que Nora es su hermana. Patricia al ver que Nora ya esta instalada en su casa le asegura que le hará vivir un infierno, pero ella no se quedará con los brazos cruzados. Yolanda se entera de que va a participar como jurado en la semana de la moda en Madrid, noticia que la llena de emoción ya que de esta manera hará sufrir a Helena. Ricardo tiene una crisis. Yolanda Pratas se comunica con Nora con el fin de hacerle una jugosa propuesta. Rosamaría le informa a Patricia y a Valentina que posiblemente Ricardo no soporte otra crisis. |                                                     |                            |                                    |                         |                          |
| 49 | «Tomar una decisión»                                | 1 de julio de 2021         | 1 de julio de 2021                 | —                       | 1.30                     |
| En espera de recibir los encajes importados, Leonardo le informa a Helena que alguien recogió el producto a pesar de que él llevaba el número de guía. Patricia ocasiona que su camioneta se descomponga para pedirle ayuda a Héctor. Claudio se sincera con Valentina y le pide se decida entre él o Ricardo, ya que se está cansando de la situación. Leonardo le entrega los encajes a Yolanda y ella se lo agradece con un beso. Nora acepta ser parte de Olimpo Pratas y no duda en hacérselo saber a sus hermanas Valentina y Helena. Nora no se deja pisotear por Patricia y la pone en su lugar. |                                                     |                            |                                    |                         |                          |
| 50 | «El destino nos vuelve a encontrar»                 | 2 de julio de 2021         | 2 de julio de 2021                 | —                       | 1.40                     |
| Nora le reprocha a Valentina que nunca creyó en ella y mucho menos la apoyó con la idea de ser modelo. Nora se molesta al saber que Valentina va a ir a la semana de la moda en Madrid, por lo que le asegura que le va a pedir a su papá que le compre un boleto de avión para estar presente en ese importante evento. Adelaida le asegura a Nora que no debe confiarse de Yolanda Pratas. Consuelo le asegura a Yolanda Pratas que en el pasado sí le tenía miedo, pero ahora está dispuesta a enfrentarla. Horacio le pide a Claudio que luche por Valentina. Guillermo presenta de manera oficial a su hija Nora. Cansada de las humillaciones, Consuelo intenta golpear a Yolanda, pero ella le asegura que si alguien de su familia le quiere hacer daño no volverá a ver la luz del día. Valentina le ruega a Claudio que no la deje, ya que lo necesita siempre. Valentina le asegura a Helena que durante la reunión que organizó Guillermo para presentar a Nora se encontró con Yolanda, pero lo que le llamó la atención fue que el vestido que utilizó tenía unos encajes muy parecidos a los que les robaron. Guillermo le pone las cartas sobre la mesa a Nora y le pide disciplina. |                                                     |                            |                                    |                         |                          |
| 51 | «Cartas que jugar»                                  | 5 de julio de 2021         | 7 de julio de 2021                 | —                       | 1.60                     |
| Yolanda le anuncia a Helena que su participación en la semana de la moda será como jurado calificador, situación que preocupa a la famosa diseñadora. Guillermo se niega a cumplirle el capricho a Nora. Nora llega a la oficina de su papá y escucha la llamada que tiene con la doctora Rosamaria y descubre que está enfermo del corazón, pero al cuestionarlo, él lo rechaza. Yolanda al ver que su plan con la prensa española de intrigar sobre Helena no le funcionó, le pide a Beba que sea su cómplice para que el día de la pasarela se robe la joya que utilizará Camila del diseñador español. Nora está por descubrir el secreto de Ricardo. |                                                     |                            |                                    |                         |                          |
| 52 | «Asumir las consecuencias»                          | 6 de julio de 2021         | 8 de julio de 2021                 | —                       | 1.60                     |
| Leonardo continúa humillando a Héctor, por lo que decide ponerle un alto y se hacen de golpes los hermanos. Yolanda le da la victoria a la diseñadora Cayetana De Alba en la Semana de la Mora en Madrid, dejando a Helena en segundo lugar. Beba aprovecha que las modelos y todo los organizadores están distraídos para robarse la pulsera que utilizó Camila del afamado diseñador español. Claudio llega a la casa de Ricardo para hablar de Valentina, pero él le asegura que no le va a dejar el camino libre ya que la hija de Juan, le pertenece. La policía al no encontrar la pulsera, arresta a Helena y a Camila. Adelaida le aconseja a Nora estudiar una carrera y le comenta que toda la familia Vargas tiene un título universitario. Guillermo invita a salir a Rosamaría. |                                                     |                            |                                    |                         |                          |
| 53 | «Voy a estar contigo cada día de tu vida»           | 7 de julio de 2021         | 9 de julio de 2021                 | —                       | 1.47                     |
| Patricia intenta hacer sentir menos a Nora, pero ella la deja callada al asegurarle que lo único que le interesa es meterse con los hombres ajenos, ya que la vio cuando le dio un beso a Héctor o que decir de las visitas que hacía Enrique a la hacienda. Horacio logra detener al Brochas. Yolanda al saber que Helena y Camila fueron liberadas, se molesta con Beba y le asegura que todo es su culpa por no seguir bien sus instrucciones y ahora deberá planear otra artimaña para dejar en mal a Helena. Guillermo rechaza la idea de que Nora trabaje con Yolanda y le pide que realice una carrera universitaria para que se convierta en una gran empresaria. Héctor llega al departamento de Helena con el fin de consolarla por todo lo malo que vivió en Madrid, Helena no duda en entregarse a su gran amor. Yolanda filtra a a la prensa española que Helena se robó la pulsera que le había prestado el famoso diseñador. |                                                     |                            |                                    |                         |                          |
| 54 | «Un daño irreparable»                               | 8 de julio de 2021         | 12 de julio de 2021                | —                       | 1.58                     |
| La prensa española ha dado a conocer que Helena intentó robarse un diamante durante la semana de la moda en Madrid. Patricia felicita a Yolanda por su acertado plan en contra de su enemiga. Guillermo llega por Rosamaría al hospital y la sorprende con un ramo de flores. Leonardo le informa a Yolanda que las marcas están llamando para cancelar contratos con Helena. Valentina le pide a Nora que no trabaje con Yolanda ya que planeó que a ella y a Helena, sean acusadas de robo. Leonardo al saber que su mamá está dispuesta a enfrentar a Yolanda Pratas comienza a humillarla, pero Consuelito no se deja y le da una cachetada a su hijo. Nora ocasiona que Humberto sea regañado por Guillermo. |                                                     |                            |                                    |                         |                          |
| 55 | «Declarar la guerra»                                | 9 de julio de 2021         | 13 de julio de 2021                | —                       | 1.50                     |
| Patricia cuestiona a Ricardo sobre el supuesto dinero que le está pidiendo a la aerolínea, pero se da cuenta de que su hermana tiene información que solo él conocía, por lo que Nora les informa que Lichita es la espía de Patricia ya que escucha las conversaciones de todos. Leonardo le hace saber a Yolanda que su mamá está dispuesta a enfrentarla. Majo sufre un desmayo. Yolanda busca a Valentina y le asegura que ella no es la culpable de que se haya filtrado a la prensa el video donde se ve que está tomando sus joyas, pero Valentina no le cree y la llama “mentirosa”. Guillermo vuelve a sorprender a Rosamaría y ella cree que no merece nada de lo que está viviendo, ya que en un principio quiso separar a Valentina y a Claudio y luego mintió sobre la enfermedad de Ricardo. Majo recibe la noticia que posiblemente esté embarazada. Majo confirma que está embarazada y le asegura a Helena que Leonardo no es el papá de su hijo. Yolanda ya prepara otra estocada fuerte para Helena, luego de que Valentina le declarara la guerra. Tras saber que Majo está embarazada, Leonardo le pide interrumpir su embarazo ya que él no piensa hacerse cargo del bebé, pero ella se niega. Valentina le confiesa a Helena que la pérdida de los dos contratos fue su culpa.                                                |                                                     |                            |                                    |                         |                          |
| 56 | «Nuestra realidad»                                  | 12 de julio de 2021        | 14 de julio de 2021                | —                       | 1.27                     |
| Leonardo le confiesa a Helena que él acompañó a Majo a realizarse la inseminación artificial y le reitera que sí se acostó con Majo, pero se cuidaron. Guillermo organiza una cena en su casa como agradecimiento por las atenciones que ha tenido la Dra. Rosamaría con él. Tras una fuerte discusión con Héctor, Guillermo sufre un ataque al corazón y es llevado de emergencia al hospital. Leonardo le pide perdón a su mamá por haberle faltado el respeto. Al ver que su papá estuvo a punto de perder la vida, Helena trata de reconciliarse con él, pero Guillermo reacciona de una forma negativa. Horacio encuentra en la cama a Valentina con Claudio. Helena le reclama a Héctor por haberle dicho que estaba trabajando cuando en realidad estaba en la casa de su papá con Patricia. |                                                     |                            |                                    |                         |                          |
| 57 | «¡Vamos a casarnos!»                                | 13 de julio de 2021        | 15 de julio de 2021                | —                       | 1.54                     |
| Nora acepta trabajar para la firma de Yolanda y asegura que un día todas las personas que no confiaron en ella, se van arrepentir. Leonardo le informa a Yolanda que tal vez Nora no es hija de Guillermo. Claudio y Valentina adelantan su boda. Leonardo intenta hacerle daño a Majo ahora que sabe que está esperando un bebé suyo. Valentina le informa a Nora que ya tiene fecha para su boda con Claudio. Ricardo se entera de los planes e Valentina y Héctor le hace una propuesta a Helena. Yolanda al conocer que el periodista se retractó, está decidida a utilizar a Nora para atacar a Valentina. Ricardo llega e impide la boda de Valentina, Claudio trata de correrlo, pero Ricardo se niega y se hacen de golpes. |                                                     |                            |                                    |                         |                          |
| 58 | «Los cuentos de hadas no existen»                   | 14 de julio de 2021        | 16 de julio de 2021                | —                       | 1.37                     |
| Ricardo queda inconsciente tras recibir un fuerte golpe de Claudio, Rosamaría le asegura a Valentina y a Patricia que Ricardo puede que no despierte nunca. Valentina y Claudio pelean por la situación de Ricardo. Tras lo sucedido con Ricardo, Patricia amenaza a Valentina en el hospital. Ricardo le asegura a Valentina que nuevamente están juntos, pero ella le jura que todo fue porque interrumpió su boda. Valentina le pide a Claudio hablar sobre lo sucedido, pero él le asegura que lo mejor será terminar con su relación. Nora se acuesta con Leonardo con el fin de que no investigue si ella en realidad es hija de Guillermo. |                                                     |                            |                                    |                         |                          |
| 59 | «Lo perdí para siempre»                             | 15 de julio de 2021        | 19 de julio de 2021                | —                       | 1.52                     |
| Rosamaría confiesa estar enamora de Claudio por lo que no piensa desaprovechar la oportunidad. Majo intenta darle ánimos a Valentina. Adelaida le revela a Ricardo un secreto sobre su padre biológico. Valentina al ver que su relación con Claudio terminó decide dejar la casa, pero su tío Horacio aprovecha para reclamarle lo que le hizo a su hijo. Yolanda tiene en mente otra plan para atacar a Helena Vargas, pero ahora será de la mano de Francesco. Valentina sufre en silencio por el rechazo de Claudio. Héctor y Helena tienen una noche de pasión y Nora intenta escaparse de la junta que le encargó su papá, pero es sorprendida por Guillermo y le pide que se quede, por lo que deja plantada a Yolanda. |                                                     |                            |                                    |                         |                          |
| 60 | «Hacer sacrificios»                                 | 16 de julio de 2021        | 20 de julio de 2021                | —                       | 1.84                     |
| Helena podría tener un nuevo socio comercial, pero Leonardo pone oídos en este acuerdo. Ricardo no quiere seguir en su tratamiento psicológico y esto implica no recuperarse nunca. El distanciamiento entre Valentina y Claudio es más evidente frente a los trabajadores de la casa de moda. El Brochas y el Perro son sorprendidos por Consuelo intentando robar la casa de Horacio. Personal de Hacienda busca a Valentina con el apoyo del personal del orfanato. Camila comienza a enamorarse de Ricardo y su encuentro está a punto de concretarse con un beso. Claudio renuncia a su trabajo para evitar contacto con Valentina. Helena ofrece su apoyo a Valentina y se convierte en su diseñadora principal. Valentina intenta arreglar las cosas con Claudio y él asegura que no la va a esperar toda la vida. Consuelo está angustiada porque Horacio y su familia está en peligro, pero esto podría acercarlos más. |                                                     |                            |                                    |                         |                          |
| 61 | «Una mala acción siempre trae un karma»             | 19 de julio de 2021        | 21 de julio de 2021                | —                       | 1.38                     |
| Nora al saber que Claudio ya no piensa buscar a Valentina y que lo de ellos terminó para siempre, está dispuesta a pelear por el amor de Claudio. Héctor le hace pasar un momento muy agradable a Helena. Patricia le pide a Leonardo que la ayude a investigar si en realidad Nora no es hija de Guillermo. Beba logra su cometido y hace viral el video de las declaraciones de Camila en contra de Yolanda. Valentina se entera de que Claudio se citó con Rosamaría, lo que provoca sus celos. Valentina al ver que se quedó encerrada con Claudio, le pide que no se vaya y no duda en darle un beso. |                                                     |                            |                                    |                         |                          |
| 62 | «Sacrificar corderos»                               | 20 de julio de 2021        | 23 de julio de 2021                | —                       | 1.40                     |
| Leonardo al enterarse del plan de Beba no duda en reclamarle por dañar nuevamente la imagen de su hermana Camila. Enrique le sugiere a Guillermo realizarle una segunda prueba de ADN a Nora por la cuestión de los trámites del cambio de nombre, pero ante esa petición, Nora teme ser descubierta. Claudio al darse cuenta de que la casa de su papá está siendo robada por el Brochas decide enfrentarlo, pero es atropellado, Valentina tiene un mal presentimiento. Horacio cree que el robo a su casa fue por la maldición del tesoro. Minutos antes de comenzar con la conferencia de prensa, Yolanda sorprende a Helena con su visita en el taller. Ricardo al saber que Valentina está siendo investigada por evasión fiscal, le informa a los agentes dónde la pueden encontrar. |                                                     |                            |                                    |                         |                          |
| 63 | «Hay amores que no se deben dejar ir»               | 21 de julio de 2021        | 26 de julio de 2021                | —                       | 1.50                     |
| Valentina está perdidamente enamorada de Ricardo, hijo de Armando, el dueño del rancho en el que trabaja. Él la quiere de una manera enfermiza y ha puesto a nombre de ella una fuerte suma de dinero que durante tiempo le ha ido robando a su padre, pero todo cambiará el día que Ricardo sufre un terrible accidente aéreo. Leonardo aprovecha que Valentina se peinó en el tocador y obtiene los cabellos para la prueba de ADN que desea realizar Patricia y así conocer quién es la hija de Guillermo. Yolanda revela las razones por las cuales odia a Helena Vargas. Patricia con ayuda de Enrique finge ser secuestrada solo para atrapar la atención de Héctor y así poder conquistarlo. Adelaida está decidida a recuperar a su hijo y Valentina está en peligro por la culpa del papá de Fátima. |                                                     |                            |                                    |                         |                          |
| 64 | «Ahora yo soy la dueña»                             | 22 de julio de 2021        | 27 de julio de 2021                | —                       | 1.46                     |
| Nora cuestiona a Valentina sobre lo que haría si ella fuera la hija de Guillermo Vargas. Helena encuentra a Héctor besando a Patricia y Camila se siente desesperada por toda la presión de los medios de comunicación. Consuelo llega a Olimpo Pratas y no duda en enfrentar a Yolanda por todo el tormento que esta viviendo su hija Camila. Valentina busca tener un buen gesto con su hermana Nora, pero ella le asegura que le echó a perder todos sus sueños. Adelaida al descubrir que Nora será la nueva dueña del rancho Manrique le asegura que el resentimiento hacia Patricia no le traerá nada bueno y lo que en verdad busca es venganza. Patricia manda analizar el cabello de Valentina para descubrir si en verdad ella es hija de Guillermo. |                                                     |                            |                                    |                         |                          |
| 65 | «Te espera mucho dolor»                             | 23 de julio de 2021        | 28 de julio de 2021                | —                       | 1.49                     |
| Valentina al llegar a su departamento se encuentra a doña Emma quien está decidida leerle las cartas, pero al llegar a una de ellas, le asegura a Valentina que no pude saber que le depara su futuro; sin embargo se da cuenta de que a Valentina le esperan momentos de mucho dolor. Nora le hace saber a Patricia que ahora ella es la dueña del rancho Manrique. Tras mandar a analizar el cabello de Valentina, Patricia descubre que ella es en realidad la hija de Guillermo Vargas. Leonardo buscará la forma de que Majo no tenga a su bebé y Ricardo le pide a Valentina que hable con Nora para que les regrese el rancho. Enrique logra convencer a Nora de que firme unos documentos con la idea de que pronto será la dueña del rancho Manrique, pero en realidad Nora firmó los papeles en los que autoriza que la mitad de la fortuna de Guillermo sea traspasado a una cuenta fantasma en las Islas Caimán. Valentina llega a la oficina de Patricia para salir en defensa de Nora, pero ella le muestra unos documentos en el que acredita el desfalco millonario que realizó Nora. Camila le pide una oportunidad a Ricardo y no duda en besarlo. |                                                     |                            |                                    |                         |                          |
| 66 | «La maldad tiene muchos rostros»                    | 26 de julio de 2021        | 30 de julio de 2021                | —                       | 1.20                     |
| Yolanda sigue con su plan de venganza contra Helena y ahora su principal aliada es Rocío a quien le pide registre los diseños a su nombre, logrando que se convierta en otra de sus aliadas para destruir a su peor enemiga. Patricia le asegura a Valentina que de negarse a casarse con Ricardo, va a meter a la cárcel a Nora. Mientras tanto, Nora aprovecha que Humberto está enamorado de ella para proponerle un plan, por lo que él no duda en aceptar. Horacio es atacado por Regino y Patricia el asegura a Ricardo que Valentina sigue perdidamente enamorada de él. Para evitar que Nora sea acusada por robo y tenga que pisar la cárcel, Valentina se comunica con Patricia y le confirma que se va a casar con Ricardo. Helena logra comunicarse con Francesco y descubre que la engañó, Yolanda le informa a Nora que será Sara Eva su nueva modelo titular y ahora tendrá que competir con ella. |                                                     |                            |                                    |                         |                          |
| 67 | «Tiro de gracia»                                    | 27 de julio de 2021        | 2 de agosto de 2021                | —                       | 1.50                     |
| Valentina trata de consolar a Helena por lo sucedido con su taller de alta costura, pero ella se siente en su peor momento, por lo que pide que convoque a una junta. Patricia le hace creer a Leonardo que Nora sí es hija de Guillermo. Mina se va de la casa. Helena le informa a su equipo de trabajo que se encuentran en quiebra, por lo que es el fin del taller de alta costura. Beba y Sara Eva humillan a Nora, pero ella no se deja y les declara la guerra. Valentina le confirma a Ricardo que se va a casar con él. Leonardo le provoca un accidente a Majo lo que ocasiona que pierda a su bebé. Valentina le informa a Claudio que se va a casar con Ricardo, Claudio al saber la decisión que tomó Valentina le pide que se aleje de su vida y no le vuelva a dirigir la palabra. |                                                     |                            |                                    |                         |                          |
| 68 | «El corazón no entiende de razones»                 | 28 de julio de 2021        | 3 de agosto de 2021                | —                       | 1.50                     |
| Adelaida recuerda cuando Yolanda le reveló a Armando que estaba embarazada, situación que originó que ella tuviera que separarse de su hijo. Rosamaría se entera de que Claudio rompió su compromiso con Valentina. Helena es la encargada de informarle a Majo que perdió a su bebé. Mina le confiesa a Consuelo y a su papá que ella no está dispuesta a compartirla con nadie. Claudio llora por las decisiones de Valentina. Ricardo le promete a Valentina un amor eterno y le asegura que todavía no puede creer que se van a casar. Guillermo le comparte a Nora que Valentina es una mujer muy admirable. Helena le anuncia a todos sus trabajadores que la Casa Helena Vargas cerrará sus puertas. Héctor llega al taller de Helena y ve a su hermano Leonardo abrazándola por lo que no duda en irse a los golpes. Helena le informa a Valentina que a partir de hoy comenzará a ocupar la oficina de Claudio. Patricia le asegura a Nora que su hermana se va a casar con Ricardo y cree que el amor hacia Valentina es porque trama algo y está dispuesta a descubrirlo. |                                                     |                            |                                    |                         |                          |
| 69 | «Plato de segunda mesa»                             | 29 de julio de 2021        | 4 de agosto de 2021                | —                       | 1.43                     |
| Ricardo se comunica con Camila para informarle que se va a casar con Valentina, pero no duda en decirle que está sintiendo algo por ella. Patricia busca saber cómo le hará Enrique para apropiarse del rancho que fuera de su papá y que está valuado en millones de pesos. Nora le asegura a Valentina que Claudio la va a olvidar muy rápido, comentario que entristece a su hermana. Horacio le comparte a Consuelito que no la quiere perder, por lo que deciden seguir juntos, pero siendo muy discretos. Ricardo visita a Valentina en el atelier de Helena, pero ella lo rechaza. Helena le confiesa a Majo que ella cree que fue Yolanda la culpable de su accidente en complicidad con Rocío, ya que revisó las cámaras y dejaron de grabar justo en el momento que ella cayó por las escaleras, Uriel al escuchar la conversación de Helena se comunica con Leonardo y le asegura que están en problemas. Guillermo cae en la seducción de Yolanda y le pide que si quiere que se sigan viendo, deberá evitar hablar del pasado. Valentina encuentra a Claudio con Rosamaría. |                                                     |                            |                                    |                         |                          |
| 70 | «No dejes de luchar»                                | 30 de julio de 2021        | 5 de agosto de 2021                | —                       | 1.40                     |
| Valentina y Nora llegan al mismo restaurante donde está Claudio con Rosamaría por lo que se sientan en la misma mesa ocasionando un incómodo momento. Patricia se entera de que Ricardo está interesado en Camila. Nora aprovecha que se queda sola con Rosamaría y la cuestiona sobre las intenciones que tiene por Claudio. Rosamaría no duda en hacerle un fuerte comentario a Nora, pero ella no se queda callada. Valentina le asegura a Claudio que lo ama, pero él ya no le cree. Yolanda le asegura a Valentina que Nora está trabajando con ella solo por ser hija de Guillermo, de lo contrario la consideraría como cualquier trabajador. Guillermo descubre que Nora trabaja con Yolanda como modelo, situación que le causa enojo, pero Valentina sale en defensa de su hermana y convence a Guillermo de que la deje realizar su sueño. Patricia llega al departamento de Helena y le asegura que todo lo que pasó fue un error, por lo que busca reconciliarse y le brinda su amistad a Helena. |                                                     |                            |                                    |                         |                          |
| 71 | «Una mujer comprometida»                            | 2 de agosto de 2021        | 6 de agosto de 2021                | —                       | 1.36                     |
| Claudio se ofrece a llevar a Valentina a su casa y al despedirse casi se dan un beso, pero él le asegura que lo mejor es alejarse. Majo recibe una llamada donde le aseguran que el accidente que sufrió, fue provocado. Helena teme volver a engordar ahora que está llena de problemas. Leonardo le pide a Uriel que acepte frente a Helena que fue él quien ayudó a Rocío a traicionarla. Valentina le asegura a Helena que todo le recuerda a Claudio por lo que no se siente cómoda de ocupar su oficina. Guillermo culpa a Humberto de abuso de confianza. Helena al ver a Rocío en su taller la enfrenta y se niega a realizar algún tipo de negocio con la mujer que la traicionó, por su parte, Valentina le asegura que se robó su talento. Nora llega a buscar a Claudio con otras intenciones. Camila acepta estar con Ricardo a pesar de su compromiso con Valentina. Consuelo le advierte a Camila que no va a permitir que se interponga en la relación de Ricardo y Valentina. |                                                     |                            |                                    |                         |                          |
| 72 | «Una hermana modelo»                                | 3 de agosto de 2021        | 9 de agosto de 2021                | —                       | 1.30                     |
| Nora llega a la casa de Claudio con el fin de convencerlo de que le de clases particulares ahora que va a regresar a la escuela y al ver que están solos no duda en coquetearle. Helena se despide de sus trabajadores. Guillermo al ver el desfalco millonario en sus cuentas bancarias, despide a Humberto y le pide a su seguridad que lo saquen de la empresa. Yolanda busca reconquistar a Guillermo por lo que ve en Nora una gran aliada. Valentina rechaza las peticiones de Ricardo. Claudio le comparte a Rosamaría que su relación con Valentina ya no tiene remedio, situación que aprovecha ella para intentar darle un beso, pero son interrumpidos por Guillermo. Patricia le pide a Valentina que se vaya a vivir a la casa de Guillermo, de lo contrario la amenaza con meter a la cárcel a Nora. Leonardo sigue humillando a su mamá por la forma en la que vive, pero Majo lo escucha y sale en defensa de Consuelito. |                                                     |                            |                                    |                         |                          |
| 73 | «El amor se fortalece en la tormenta»               | 4 de agosto de 2021        | 10 de agosto de 2021               | —                       | 1.29                     |
| Majo le exige a Leonardo que se disculpe con su mamá por su forma de ser, Nora le arroja un vaso de agua a Beba y le asegura que muy pronto Olimpo Pratas será de ella, por lo que le pide que se convierta en su aliada. Adelaida encuentra a su hijo David y Valentina sueña que Nora es encarcelada. Valentina le confiesa a Claudio que antes de casarse se va a ir a vivir con Ricardo, por lo que él le asegura que no puede aceptar su decisión, Valentina le promete serle fiel ya que no permitirá que Ricardo la toque. Guillermo le comenta a Nora que Yolanda es todo menos encantadora. Helena es notificada de que su taller y su departamento serán embargados. Rosamaría le asegura a Guillermo que entre ellos dos no puede existir nada, mientras Yolanda esté en su vida. Patricia encontrará a Ricardo con Camila y molesta le asegura que su hermano solo es para Valentina. Nora se niega a que Valentina viva en su casa. |                                                     |                            |                                    |                         |                          |
| 74 | «Voy a estar en la calle»                           | 5 de agosto de 2021        | 11 de agosto de 2021               | —                       | 1.40                     |
| Patricia da la orden de que Valentina no goce de ningún privilegio en la casa de Guillermo, de lo contrario se verá en la penosa necesidad de despedir a Lucha y a Mechita. Yolanda está dispuesta a adquirir la deuda de Helena para quedarse con sus bienes. Ricardo se entera de que Hacienda congeló todo el dinero de la cuenta de Valentina, por lo que será imposible recuperarlo. Guillermo le pide a Rosamaría que le de la oportunidad de verse como amigos. Horacio le asegura a Consuelo que es muy notorio que Leonardo es su hijo consentido. Yolanda llega al taller de Helena para informarle que ahora ella es la nueva dueña del inmueble. Guillermo le da la bienvenida a Valentina y le asegura que él la va a proteger como si fuera su hija, Nora graba un video del recibimiento de Ricardo a su hermana y se lo envía a Claudio. Héctor le promete a Helena que hará todo lo que está en sus manos para hacerla feliz. |                                                     |                            |                                    |                         |                          |
| 75 | «Esto es una cárcel»                                | 6 de agosto de 2021        | 12 de agosto de 2021               | —                       | 1.43                     |
| Yolanda busca a Guillermo para tener otro encuentro casual, pero él le asegura que lo mejor es ya no verse, por lo que Yolanda sospecha que todo se debe a que está enamorado de Rosamaría. Nora se pone celosa de la llegada de Valentina a su casa. Valentina aprovecha que está sola con Ricardo y le asegura que dejó de amarlo el día que él prefirió irse con su papá y dejarla sola y ahora que conoció a Claudio descubrió el verdadero amor. Patricia le asegura a Nora que tiene el plan perfecto para que conquiste a Claudio. Nora comienza su plan contra Valentina y aprovecha que el celular de su hermana está en la mesa para moverlo de lugar, pero accidentalmente lo tira sobre la sopa. Ricardo intenta besar a la fuerza a Valentina y ella se defiende dándole una cachetada, Patricia le asegura a Valentina que tiene prohibido salir de la casa hasta que demuestre que está enamorada de su hermano Ricardo. |                                                     |                            |                                    |                         |                          |
| 76 | «Echarse la soga al cuello»                         | 9 de agosto de 2021        | 13 de agosto de 2021               | —                       | 1.42                     |
| Yolanda llega al consultorio de Rosamaría y le exige que se aleje de Guillermo de lo contrario verá las consecuencias. Patricia le hará una confesión a Valentina y Nora no dudará en darle un beso a Ricardo. Valentina le informa a Guillermo que Patricia le prohibió salir de la casa, por lo que él sale en su defensa y le advierte a Lucha que el que manda en la casa es él. Leonardo le aconseja a Helena que le pida ayuda a Patricia, pero ella se niega. Guillermo se entera de que Helena perdió su atelier. Nora, al ver que el rancho no será suyo hasta que termine una carrera, le pide a Enrique que le entregue los documentos que le firmó, por lo que Patricia le asegura que eso no es posible. Guillermo visita a Yolanda y le pide que no se meta con Rosamaría. Valentina acepta que Ricardo la lleve al taller de Helena y lo cuestiona sobre su relación con su papá, por lo que él rompe en llanto y ella no duda en consolarlo, pero Claudio los encuentra. |                                                     |                            |                                    |                         |                          |
| 77 | «El amor es algo complicado»                        | 10 de agosto de 2021       | 16 de agosto de 2021               | —                       | 1.62                     |
| Ricardo le suplica a Patricia que lo ayude en un plan contra Valentina, por lo que ella no duda en aceptar la propuesta. Leonardo le pide a Regino que asalte a Héctor y Claudio cree que Valentina ya perdonó a Ricardo. Beba elimina los videos donde se ve claramente que fue Consuelo quien se robó los diseños de Yolanda y le asegura que el equipo de seguridad no captó a la persona que entró a su oficina. Yolanda está dispuesta impedir que Nora se lance como modelo si se niega a ayudarla con Guillermo. Héctor llega a la casa de su mamá y la descubre besándose con Horacio. Nora le jura a Yolanda que le ha hablado muy bien de ella a su papá, por lo que le pide que se esfuerce más, de lo contrario le asegura que se despida de su carrera como modelo. Patricia descubre que Ricardo se cita con Camila, pero ella lo impide y le exige que ya no lo busque. Helena está preocupada por la salud de Majo. Héctor y Horacio están en peligro. |                                                     |                            |                                    |                         |                          |
| 78 | «Majo está al borde de la muerte»                   | 11 de agosto de 2021       | 17 de agosto de 2021               | —                       | 1.64                     |
| Majo es llevada al hospital donde es intervenida de emergencia. Camila llega a la casa de Ricardo y Mina defiende a su tía de los ataques de Patricia. Claudio le pide a Valentina una explicación sobre el beso que le dio a Ricardo. Consuelo le confiesa a Horacio que se metió a la oficina de Yolanda para buscar el video de Camila. Valentina le roba un beso a Claudio y él no duda en respondérselo. Helena se entera de que sus vestidos fueron robados. Rosamaría le informa a Helena que el estado de salud de Majo es crítico. Ricardo invita a Camila a su habitación y se dejan llevar por el momento. Valentina se entera de que Nora fue quien le dijo a Claudio que ella y Ricardo pasaron la noche juntos. Claudio aprovecha que Nora llegó al hospital para confrontarla. Yolanda no quiere a Nora en Olimpo Pratas hasta que ella no vea que Guillermo la vuelve a buscar. |                                                     |                            |                                    |                         |                          |
| 79 | «Yo no te dejaba ir por nadie»                      | 12 de agosto de 2021       | 19 de agosto de 2021               | —                       | 1.70                     |
| Camila se entrega a Ricardo y le confiesa lo mucho que lo ama, él al escuchar la confesión prefiere guardar silencio. Claudio está dispuesto a encontrar las razones por las cuales Ricardo se quiere casar con Valentina por lo que interroga a Rosamaría. Nora le asegura a Claudio que entendió mal su mensaje. Cansada de las humillaciones, Beba graba una conversación de Yolanda donde confiesa el robo que le hizo a Helena. Camila le abre su corazón a su mamá y revela que se entregó a Ricardo. Leonardo aprovecha que está solo con Majo para revelarle que él le provocó el accidente para que perdiera al bebé. Nora le propone a Claudio que él sea su maestro de tiempo completo a cambio ella investigará las razones por las cuales Valentina decidió casarse con Ricardo, por lo que no duda en seducirlo y Valentina la descubre. Ricardo encuentra al que cree que es su papá y Uriel le confiesa a Valentina que alguien lo obligó a desactivar las cámaras justo en el momento del accidente de Majo. |                                                     |                            |                                    |                         |                          |
| 80 | «Una luz de esperanza»                              | 13 de agosto de 2021       | 20 de agosto de 2021               | —                       | 1.36                     |
| Uriel está a punto de revelar toda la verdad sobre lo que pasó con la casa de modas de Helena, pero Leonardo interrumpe el momento. Camila está triste por la situación que vive al no ser correspondida por Ricardo. Rosa María le informa a Helena que Majo entró en coma. Rosa María le explica a Helena que Majo tiene una pequeña esperanza de vida solo si logra pasar la noche. Claudio cuestiona a Horacio para conocer más sobre su padre biológico. Adelaida tiene un plan para destruir a Yolanda, pero necesita el apoyo de Consuelo. Valentina cuida a Helena, pero descubre que hay algo malo en su forma de alimentarse. Nora provoca un encuentro incómodo entre Valentina, Claudio y Ricardo. |                                                     |                            |                                    |                         |                          |
| 81 | «No te dejes vencer»                                | 16 de agosto de 2021       | 23 de agosto de 2021               | —                       | 1.63                     |
| Yolanda tiene en su poder la orden para desalojar a Helena Vargas de su taller y de su departamento. Valentina cuestiona a Leonardo si cree que el accidente de Majo fue provocado y Helena recibe buenas noticias sobre la salud de Majo. Leonardo le hace creer a Valentina que Claudio o Majo pueden ser las personas que estén traicionando la confianza de Helena. Patricia le confirma a Enrique que Valentina es la hija de Guillermo. Nora se molesta con su tía Adelaida y con su papá al saber que quieren invitar a Valentina a que sea parte de la fundación. Ricardo sorprende a Valentina al entregarle la máquina de coser de su mamá así como todo su equipo de costura. Valentina le hace una propuesta a Nora y Yolanda llega a desalojar a Helena de su taller y departamento. |                                                     |                            |                                    |                         |                          |
| 82 | «Todos merecemos una segunda oportunidad»           | 17 de agosto de 2021       | 24 de agosto de 2021               | —                       | 1.51                     |
| Valentina al ver que Nora llegó con Yolanda no duda en enfrentarla y le asegura que el dinero la convirtió en una “niña estúpida”, Patricia busca ganarse a Helena y Adelaida se molesta con Guillermo al ver que no piensa ayudar a su hija Helena. Yolanda le propone a Leonardo trabajar para ella ya que desea quedarse con los mejores empleados de Helena. Adelaida le brinda todo el apoyo a su sobrina y Lucha se pone nerviosa al ver al joven Ricardo sin su camisa. Valentina al ver a Guillermo no duda en comentarle que todos debemos tener una segunda oportunidad. Nora le asegura a Valentina que ahora que se va a casar con Ricardo, está dispuesta a quitarle el amor de Claudio y se complican las cosas para la boda de Valentina con Ricardo. |                                                     |                            |                                    |                         |                          |
| 83 | «La boda del año»                                   | 18 de agosto de 2021       | 25 de agosto de 2021               | —                       | 1.40                     |
| Helena al saber que su amiga Majo se debate entre la vida y la muerte se siente muy triste ya que le hace mucha falta por lo que se refugia en la comida. Yolanda saca de la competencia a Nora ante el rechazo de Guillermo. Yolanda comienza a remodelar el taller que fuera de Helena y le muestra a Leonardo su nueva oficina y descubre que Uriel será el nuevo Director de arte. Claudio acepta trabajar con Guillermo, pero bajo ciertas condiciones y Camila se encuentra a Ricardo con Valentina. Sin querer, Beba choca con Uriel y él le asegura que está para servirle y que lo considere como su amigo y aliado. Nora le informa a Claudio que solo falta un día para la boda de Valentina y Ricardo. Nora cobra venganza y provoca que Valentina explote contra Patricia al creer que ella rompió sus vestidos, Ricardo al ver la situación busca tranquilizar a su futura esposa, pero ella le asegura se casa con él porque no tiene otra alternativa. |                                                     |                            |                                    |                         |                          |
| 84 | «La boda de Valentina y Ricardo»                    | 19 de agosto de 2021       | 26 de agosto de 2021               | —                       | 1.49                     |
| Nora le hace creer a su hermana que le duele verla triste, pero Valentina le asegura que no la reconoce ya que nunca está cuando ella la necesita. Leonardo al saber que Helena no va estar en la cena que organizó su mamá, decide irse de la casa. Claudio le confiesa a Helena que comenzará a trabajar con Guillermo, por lo que ella se siente traicionada. Yolanda cita a Guillermo en su nuevo taller y le asegura que está dispuesta a recuperar lo que es suyo. Leonardo al conocer la relación que existe entre Consuelo y Horacio, no duda en humillar a su mamá. Valentina busca a Claudio y le asegura que no podrá cumplir con su promesa, por lo que le deja el camino libre. A pesar de no estar enamorada de Ricardo, Valentina se casa con el hermano de Patricia. Rosa María le confiesa a Claudio las razones por las cuales Ricardo desea casarse con Valentina. |                                                     |                            |                                    |                         |                          |
| 85 | «Como alma en pena»                                 | 20 de agosto de 2021       | 27 de agosto de 2021               | —                       | 1.34                     |
| Patricia celebra que su plan salió como ella lo pensó, pero ahora deberá evitar que se descubra que la boda de Valentina y Ricardo fue falsa. Valentina le advierte a Nora que no se atreva a quitarle el amor de Claudio y Horacio trata de darle ánimos a Helena. Claudio le asegura a Rosa María que no comente nada sobre los planes de Ricardo, ya que la libertad de Valentina está en peligro. Regino no descansará hasta no ver muerto a Héctor. Leonardo se le insinúa a Beba. Ricardo sorprende a Valentina en su habitación y le agradece por darle el privilegio de convertirse en su esposo y le reitera que la va a respetar por lo que le pide sean amigos. Lucha le comenta a Valentina que Arcadio vio cuando Nora entró a su habitación con unas tijeras. Ricardo se entera de que el dinero que tiene en el banco está vigilado por la policía y Valentina conoce a Nicolás, el papá de Ricardo. |                                                     |                            |                                    |                         |                          |
| 86 | «Te necesito más que nunca»                         | 23 de agosto de 2021       | 30 de agosto de 2021               | —                       | 1.61                     |
| Héctor le regresa a Patricia los regalos que le hizo a Mina y le deja en claro que está decepcionado de ella ya que no se esperaba encontrarla disfrutando del departamento que fuera de Helena. Yolanda se entera de que Sara Eva fue asaltada y durante el atraco, le fracturaron una pierna. Ricardo llega a la casa y se reencuentra con Nicolás, su papá, por lo que al verlo le da un fuerte abrazo. Nora descubre que fue Leonardo quien planeó todo lo del asalto a Sara Eva y él le asegura que debe estar agradecida por el favor que le hizo. Enrique continúa su venganza contra Guillermo. Rosa María le da una oportunidad da Guillermo y se lo confirma con un beso. Nicolás le confiesa a Ricardo las razones por las cuales se separó de su mamá. Yolanda cree que Nora está relacionada con lo del asalto a Sara Eva, pero le asegura que su plan no funcionó ya que está por llegar una top model que ocupará el lugar principal. Patricia encuentra a Valentina y a Ricardo en la cama y no duda en fotografiarlos. |                                                     |                            |                                    |                         |                          |
| 87 | «Cada quien forja su propio destino»                | 24 de agosto de 2021       | 31 de agosto de 2021               | —                       | 1.63                     |
| Beba le propone a Nora aparecer en la conferencia de prensa como la nueva modelo de Yolanda Pratas. Tras conocer cómo fue que murió su mamá, Ricardo enfrenta a Patricia y no duda en atentar contra la vida de su hermana. Nora le asegura a Yolanda que le está haciendo un favor a Olympo Pratas, por lo que le pide que se enfoque en su trabajo y ella se encargará de lo demás. Patricia le reclama a Leonardo que su propuesta no le está funcionando con Héctor y le comparte que el orgulloso de su hermano le regresó los regalos de Mina. Leonardo le revela a Patricia las razones por las que odia a su hermano Héctor. Valentina le confiesa a Claudio que sospecha de Leonardo sobre lo sucedido con Helena, Camila y Ricardo vuelven a estar juntos. Leonardo le asegura a Yolanda que él no tiene nada que ver con lo que le sucedió a Sara Eva y Yolanda amenaza con vengarse de la persona encargada de arruinarle sus planes. Mina se entera de la condición de su amigo Carlitos. |                                                     |                            |                                    |                         |                          |
| 88 | «Escucha a tu corazón»                              | 25 de agosto de 2021       | 1 de septiembre de 2021            | —                       | 1.54                     |
| Valentina le confiesa a Claudio que no puede ser feliz porque no está a su lado y le reitera que es el único hombre con el que quiere estar. Leonardo le asegura a Patricia que debe ser muy hábil para poder enamorar a Héctor. Beba le confiesa a Uriel que todas las maldades que ha realizado son con el fin de buscar la aceptación de Yolanda Pratas, pero lo único que ha ganado son humillaciones, por lo que le entrega los datos del paparazzi a Uriel y le asegura que si sale a la luz el video de Camila, será el principio del fin de Yolanda. Valentina le hace saber a Claudio que no quiere causarle más desgracias. Valentina le jura a Claudio su amor incondicional y no duda en volverse a entregar a él. Llega el hijo de Adelaida a la casa de Guillermo. Nora se da cuenta de que Valentina pasó la noche con Claudio. Patricia sorprende a Héctor al asegurarle que el departamento de Helena se lo va a heredar a Mina, ya que ella nunca pudo tener hijos. |                                                     |                            |                                    |                         |                          |
| 89 | «Momento de crisis»                                 | 26 de agosto de 2021       | 2 de septiembre de 2021            | —                       | 1.41                     |
| Adelaida le propone a Consuelo vengarse de Yolanda y le comparte su plan para acabar con la mujer que les hizo tanto daño. Patricia se vuelve a ganar la confianza de Héctor, tras asegurarle que el departamento de Helena, lo va a poner a nombre de Mina. Nora no va a permitir que Valentina vuelva a estar con Claudio. Guillermo se entera de que su empresa perdió una fuerte cantidad de dinero, luego de que él supuestamente enviara un correo donde cancelaba los pedimentos, situación que él niega, pero Lizia le asegura que ya van varias ocasiones que realiza cambios y luego no los recuerda. Adelaida descubre que su hijo estuvo en la casa. Nora busca vengarse de Valentina, por lo que se hace pasar por su hermana y le envía un mensaje a Claudio donde le asegura que ya no quiere saber nada de él ya que se arrepiente de haber engañado a Ricardo. Consuelo le confiesa a su hija que por venganza le quitó el hombre que tanto amaba Yolanda Pratas, situación que enoja a Camila y le asegura que se siente decepcionada de ella. Adelaida se reencuentra con su hijo David. |                                                     |                            |                                    |                         |                          |
| 90 | «Valentina encuentra a Claudio en la cama con Nora» | 27 de agosto de 2021       | 3 de septiembre de 2021            | —                       | 1.46                     |
| Claudio le propone a Guillermo vender el rancho para poder salir de la crisis que presenta su empresa, Nora se niega a quedarse sin su herencia e invita a cenar a Claudio, donde aprovecha para drogarlo. Majo comienza a recordar que Leonardo le ocasionó el accidente y eso la altera. Patricia le confiesa a Ricardo las razones por las cuales Valentina aceptó casarse con él y deja abierta la posibilidad de que Nora puede que no sea la verdadera hija de Guillermo. Rosa María está convencida de que en algún momento, Majo podría salir del coma. Leonardo al descubrir que Beba lo está espiando decide confrontarla, pero ella lo enfrenta al asegurarle de que no es nada de lo que aparenta, por lo que él, la amenaza. Nora logra su cometido de llevarse a Claudio a la cama, por lo que Valentina entra a la habitación de su hermana y los encuentra juntos. Leonardo se entera del pasado de su mamá. |                                                     |                            |                                    |                         |                          |
| 91 | «No te quiero volver a ver en mi vida»              | 30 de agosto de 2021       | 6 de septiembre de 2021            | —                       | 1.35                     |
| Valentina al encontrar a Claudio con Nora los confronta y con el corazón destrozado, les jura que no quiere saber nada de ellos. Guillermo corre a Claudio y le pide a Nora respetar la casa. Yolanda le asegura a Patricia que con su nuevo plan, podrá acercarse a Héctor. Valentina no asimila que su hermana la haya traicionado después de que ella prácticamente dio su vida para sacar adelante a Nora. Helena y Horacio se molestan con Claudio por lo que le hizo a Valentina y Consuelo pone en marcha su plan. Adelaida le revela a Guillermo que tuvo un hijo con Armando Manrique, por lo que está dispuesta a defenderlo, él no puede creer que su hermana haya abandonado a su propio hijo y se molesta. Ricardo le asegura a Valentina que ya se enteró lo que le hizo Nora y Claudio, por lo que está dispuesto a ayudarla. Helena le propone a Valentina comenzar con un nuevo negocio para que ambas puedan salir adelante. |                                                     |                            |                                    |                         |                          |
| 92 | «Tú y yo ya somos pareja»                           | 31 de agosto de 2021       | 7 de septiembre de 2021            | —                       | 1.36                     |
| Claudio regresa al bar donde acudió con Nora con la esperanza de que puedan ayudarlo; sin embargo, el dueño del lugar le niega el acceso, pero él logra filtrarse al área donde tienen las cámaras de seguridad. Yolanda cae en la trampa de Consuelo y le pide a Beba que registre los diseños de Josefina a su nombre. Valentina le asegura a Ricardo que no piensa regresar a la casa de Guillermo. Ricardo cuestiona a Valentina si se ha puesto a pensar de que ella puede ser la verdadera hija de Guillermo y no Nora, pero le asegura que eso no puede ser cierto. Nora visita a Claudio en su casa y le deja en claro que tras la noche que pasaron juntos, para ella ya significa algo. Yolanda tiene todo listo para hacerle pagar a Consuelo todo el daño que le causó el haberle quitado el amor de Andrés. Ahora que Valentina se negó regresar a la casa de Guillermo, Ricardo logra convencerla de que ambos se queden en un hotel y no duda en sorprenderla con su platillo favorito. Nora se entera de la existencia de un primo. |                                                     |                            |                                    |                         |                          |
| 93 | «Todo terminó mal»                                  | 1 de septiembre de 2021    | 8 de septiembre de 2021            | —                       | 1.47                     |
| Patricia se queda en la casa de Consuelo y les comparte que su hermano Ricardo al fin está haciendo una vida de casado con Valentina. Helena no puede creer la actitud que tiene Patricia con Mina y Héctor le asegura a su mamá que pronto va a descubrir la verdadera cara de Leonardo. Guillermo se encuentra con Valentina y Ricardo en un restaurante y los felicita por estar juntos, pero ella le pide que no malinterprete el momento y le asegura que ya no va a regresar a vivir a su casa. Nora visita a Claudio y le pide un consejo de cómo ayudar a su papá sin que tenga que vender el rancho. Claudio le pide a Valentina que lo acompañe al restaurante donde estuvo con Nora, ya en el lugar ambos descubren que Nora sí colocó una droga en su bebida. Yolanda le confiesa a Consuelo que Leonardo es su amante y ella no duda en enfrentarla y darle una cachetada a su hijo y Helena encuentra a Héctor con Luna. |                                                     |                            |                                    |                         |                          |
| 94 | «El que juega con fuego termina quemado»            | 2 de septiembre de 2021    | 9 de septiembre de 2021            | —                       | 1.56                     |
| Yolanda se burla de Leonardo al asegurarle que no es un buen amante y lo corre de Olympo Pratas, él jura vengarse. Claudio impide que Valentina enfrente a Nora y David conoce a la familia Vargas. Al ser rechazada por Guillermo, Yolanda no detendrá su venganza contra Adelaida y la hará pagar con lo que más ama. Consuelo le confiesa a Camila que Leonardo ha sido cómplice de Yolanda Pratas. Nora no permitirá que el hijo de Adelaida le quite su herencia y le asegura a Claudio que convencerá a su papá para que lo recontrate. Nora le confiesa a su papá que está muy enamorada de Claudio. Héctor le reprocha a su mamá que todo su esfuerzo no ha servido para nada, ya que siempre le va a dar la razón a Leonardo. Guillermo chantajea a Claudio con regresarle el trabajo, a cambio de que se case con Nora, ella al escuchar la propuesta se emociona al saber que por fin va estar con el hombre que ama. Héctor decide irse de la casa de su mamá y Majo reacciona. |                                                     |                            |                                    |                         |                          |
| 95 | «Juntas podemos tener poder»                        | 3 de septiembre de 2021    | 10 de septiembre de 2021           | —                       | 1.55                     |
| Claudio le asegura a Guillermo que no se puede casar con una mujer que no ama, a lo que él le asegura que esperaba que respondiera como un caballero. Guillermo planea retirar el apoyo al orfanato. Héctor llega a la casa de Guillermo para enfrentar a Ricardo y le exige que deje en paz a su hermana Camila. Leonardo le jura a su mamá que todo lo que le dijo Yolanda son mentiras. Rosa María le asegura a Helena que está haciendo todo lo posible para recuperar a Majo. Nora le hace una propuesta a Yolanda y le asegura que juntas, podrán tener mucho poder por lo que está dispuesta a todo, además para impedir que Guillermo venda el rancho tiene un plan en mente que pondrá a todos en peligro. Claudio le revela a Valentina que Guillermo lo está condicionando a que se case con Nora, de lo contrario, le retirará todo el apoyo al orfanato. Yolanda, Nora y Patricia se unen para acabar con sus enemigas. |                                                     |                            |                                    |                         |                          |
| 96 | «Ya fue suficiente»                                 | 6 de septiembre de 2021    | 13 de septiembre de 2021           | —                       | 1.64                     |
| Valentina busca a Nora para pedirle que no le quite la ayuda a los niños del orfanato, pero ella se niega y le asegura que cueste lo que cueste, se va a quedar con el amor de Claudio. Guillermo insulta a Adelaida con su pasado y ella no duda en responderle con una cachetada. Majo reacciona y revela que Leonardo le provocó el accidente. Valentina le asegura a Ricardo que está dispuesta a descubrir las razones por las cuales Patricia la obligó a casarse de inmediato. Yolanda le pide a Regino que le haga a Leonardo lo mismo que le hizo a Sara Eva. Ricardo llega al departamento de Patricia para saber si Valentina es la hija de Guillermo, pero al ver que tiene un invitado en casa no duda en hacerle un mal comentario y ella reacciona con una cachetada. Valentina le revela a Claudio las verdaderas razones por las cuales se casó con Ricardo. Nora incendia la casa de Guillermo, con el único fin de quedarse con el rancho. |                                                     |                            |                                    |                         |                          |
| 97 | «El dinero de tu papá»                              | 7 de septiembre de 2021    | 14 de septiembre de 2021           | 2.5.                    | 1.47                     |
| Valentina quiere anular su matrimonio con Ricardo, por lo que Claudio le aconseja que para encontrar la verdad, deberán seguir el juego de Patricia. Lizia esta dispuesta a vengarse de Enrique al descubrir su engaño. Guillermo, al conocer la condición de Majo, decide visitarla y le agradece el haber sido una extraordinaria amiga para Helena y le comparte que desea reconciliarse con su hija. Héctor le jura a Luna que ella tiene un lugar muy especial en su vida y nadie se lo va a quitar. Leonardo aprovecha que Helena está desconsolada por la situación de su amiga Majo para intentar besarla, pero ella le pone un alto. Camila descubre que está embarazada. Tras una discusión entre hermanas, Valentina le da una cachetada a Nora y Guillermo sale en defensa de su hija por lo que le pide a Valentina que no regrese a vivir a la casa, Claudio trata de defenderla, pero Ricardo le asegura a su esposa que su deber es estar a su lado. |                                                     |                            |                                    |                         |                          |
| 98 | «Un corazón para Carlitos»                          | 8 de septiembre de 2021    | 15 de septiembre de 2021           | —                       | 1.60                     |
| Tras el incendio, Guillermo lleva a Nora y a su familia a lo que será su nuevo hogar, Guillermo reitera que la venta del rancho lo podrá ayudar con el problema que tiene con la importadora, pero su hija rechaza la idea y pide que cobre el seguro de la casa. Patricia se niega a que Ricardo y Valentina pasen la noche en su departamento. Leonardo le roba a Horacio las joyas, por lo que está dispuesto a venderlas y con el dinero que obtenga sabe que podrá sobrevivir para continuar con su plan de dejar en la calle a Yolanda. Valentina y Claudio se enteran de que Carlitos necesita un trasplante de corazón lo más pronto posible. Consuelo descubre que Horacio guarda un gran tesoro y le pide una explicación a lo que él le asegura que todo lo que está viendo, está maldito. Leonardo lleva a cotizar las joyas y se da cuenta de que le pueden dar una fortuna, pero al salir del lugar es golpeado en la cabeza. Adelaida se entera del terrible padecimiento de su hermano Guillermo y él, le asegura a Enrique que está dispuesto a cederle el rancho a Patricia para que ella pueda venderlo y así la empresa se recupera. |                                                     |                            |                                    |                         |                          |
| 99 | «Mi golpe más fuerte»                               | 9 de septiembre de 2021    | 16 de septiembre de 2021           | —                       | 1.48                     |
| Nora anuncia a nivel nacional que Claudio le entregó el anillo de compromiso, él al conocer la noticia se molesta y Valentina quiere enfrentar a su hermana. Mina se pelea con un compañero de la escuela luego de que se burlara de la salud de Carlitos. Camila le informa a Ricardo que está esperando un hijo de él, pero al conocer la noticia la cuestiona si en realidad él es el papá, reacción que hace enojar a Camila y le da una cachetada. Patricia le asegura a Nora que no debe estar tan tranquila de que el rancho, sea para ella. Valentina confronta a su hermana Nora y le pide que la deje en paz, ya que ahora tiene todo lo que deseaba, Yolanda al ver que se están peleando en su taller decide correr a Valentina. Claudio le pide a Héctor que se acerque más a Patricia para que él pueda descubrir una verdad. Nora le asegura a Yolanda que quiere ganarle a Valentina ya que está cansada de su perfección y que siempre la comparen con ella. |                                                     |                            |                                    |                         |                          |
| 100 | «Donación dominó»                                   | 10 de septiembre de 2021   | 17 de septiembre de 2021           | 2.4                     | 1.25                     |
| Claudio acude al banco para saber qué ocurre con las cuentas de Valentina y si puede ayudarla. Helena sufre al tratar de olvidar a Majo y se aferra a este sentimiento. Adelaida queda sorprendida por la carta de Helena a Guillermo. Yolanda confronta a Beba y hablan sobre la lealtad que debe de existir entre ambas, pero la pone a prueba. Uriel le pide a Leonardo que confíe en él si quiere vengarse de Yolanda. Helena hace frente a sus sentimientos y dedica un mensaje de despedida a su amiga. Horacio cree que Valentina es la verdadera hija de Guillermo. Claudio no quiere tener nada con Nora y le reafirma el amor que siente por Valentina. Guillermo desea aclarar su situación con Helena y le pide que hablen del pasado. Ricardo intenta disculparse con Camila, pero ella lo rechaza. Valentina acude a la visita de Majo, pero minutos más tarde es declarada con muerte cerebral. |                                                     |                            |                                    |                         |                          |
| 101 | «Héctor y Patricia se entregan a la pasión»         | 13 de septiembre de 2021   | 20 de septiembre de 2021           | —                       | 1.55                     |
| Helena se entera de que su papá necesita un trasplante de corazón y que su donante será Majo. Ricardo le pide ayuda a Yolanda y ella no duda en ofrecerle su apoyo a cambio de un favor. Yolanda recuerda el día que contrató a un joven para que enamorara a Helena y a Estela al mismo tiempo y así provocar que Guillermo se alejara de ellas para quedarse con él. Lucha sospecha que Nora es la culpable del incendio de la casa de don Guillermo. Al enterarse de que Majo tiene muerte cerebral, Helena comienza a recordar los bellos momento que pasó con su única mejor amiga. Patricia logra seducir a Héctor y él cae rendido ante sus encantos, Valentina se entera de que fue Leonardo quien le hizo daño a Majo y Guillermo descubre que el incendio de su casa, fue provocado. |                                                     |                            |                                    |                         |                          |
| 102 | «Que caiga todo el peso de la ley»                  | 14 de septiembre de 2021   | 21 de septiembre de 2021           | 2.4                     | 1.62                     |
| Patricia al enterarse de que Ricardo embarazó a Camila le confiesa que Valentina es la verdadera hija de Guillermo. Yolanda le pedirá un favor a Nora y Valentina buscará convencer a Helena para que el corazón de Majo, sea donado a Carlitos. Yolanda le pide a Ricardo que vigile a Nora, ya que está segura que tiene algo que ver con Ulises y su red de espionaje, además, le advierte que de encontrar a los culpables para que sufran el peor de los castigos. Guillermo le informa a la familia que el incendio de la casa fue provocado por lo que está dispuesto a encontrar a los culpables. Lucha está convencida de que Nora fue la culpable del incendio de la casa de don Guillermo, por lo que le pide a Meche que la ayude a buscar las pruebas. Guillermo le pide a Claudio que proceda contra quien resulte responsable del incendio de su casa y descubre que Nora es la culpable. Valentina llega a la habitación de Majo y se impacta al conocer a Judith, la hermana gemela de su amiga. Rosa María le platica a Judith sobre el estado de salud de su hermana y de la posibilidad de que se convierta en donadora, pero ella le pone una condición muy importante. |                                                     |                            |                                    |                         |                          |
| 103 | «El amor no se puede forzar»                        | 15 de septiembre de 2021   | 22 de septiembre de 2021           | —                       | 1.63                     |
| Judith le informa a Rosa María que quiere 10 millones pesos a cambio del corazón de Majo, de lo contrario no autorizará la donación. Yolanda quiere revisar el celular de Beba, para descubrir quien la está traicionando y Valentina conoce las condiciones de Judith. Claudio se da cuenta de que Horacio está en peligro ya que está dispuesto a enfrentar a Regino con ayuda de Héctor. Nora sospecha que la familia que destruyó Yolanda es la de su papá y Valentina está dispuesta a convencer a Judith para que done los órganos de Majo. Guillermo cita a Helena en su oficina con el fin de una reconciliación; sin embargo, vuelven a recordar su pasado y pelean. Héctor, al salir de su casa es golpeado por Leonardo al grado de dejarlo inconsciente, Consuelo se da cuenta de que el joven al que estaban golpeando se trata de Héctor. |                                                     |                            |                                    |                         |                          |
| 104 | «No ruegues amor a quien no sabe darlo»             | 16 de septiembre de 2021   | 23 de septiembre de 2021           | 2.4                     | 1.54                     |
| Héctor es llevado al hospital tras la terrible golpiza que le dio Leonardo. David se opone a tomar medicamentos para controlar el dolor que sufre, ya que recuerda el angustiante pasado que tuvo. Judith no quiere donar los órganos de su hermana, solo si es a cambio de una gran suma de dinero. Nora planea utilizar a David para separar a Guillermo de Rosa María. Helena se entera del grave estado de salud de Héctor y acude al hospital, pero descubre que en este lugar se encuentra Patricia. Héctor queda sorprendido con la presencia de Helena en el hospital, pero Patricia los interrumpe para confesarle la aventura que tuvieron. Rosa María escucha que Leonardo confiesa el crimen que cometió con Majo. Nora descubre que Guillermo le cederá los derechos del rancho a Patricia y los reclamos provocan una crisis en el señor Vargas. |                                                     |                            |                                    |                         |                          |
| 105 | «Asuntos pendientes»                                | 17 de septiembre de 2021   | 24 de septiembre de 2021           | —                       | 1.53                     |
| Ricardo le reitera a Valentina que él sí se casó por amor, pero ella le pide que le diga lo que habló con su papá el día que los separó. Judith al ver que Guillermo necesita el trasplante de corazón le recuerda su oferta a Rosa María. Valentina logra recuperar la cámara de Helena y tiene la esperanza de encontrar algunos videos que le puedan levantar el ánimo a su amiga; sin embargo, descubre una verdad. Yolanda pide revisar el celular de Beba ya que tiene la sospecha que ella es cómplice de Uriel. Helena, al ver que su papá se debate entre la vida y la muerte decide visitarlo en el hospital y le asegura que no es momento de pensar en el pasado, pero él le hace una confesión. Horacio se enfrenta a Regino, poniendo en peligro su vida. Helena encuentra a Patricia besándose con Enrique y no duda en darle una cachetada, Valentina confronta a Nora con la idea de que ella pudo ser la causante del incendio en la casa de Guillermo. |                                                     |                            |                                    |                         |                          |
| 106 | «Aceptar los errores»                               | 20 de septiembre de 2021   | 27 de septiembre de 2021           | —                       | 1.69                     |
| Enrique, al conocer que Patricia se acostó con Héctor, le asegura que ya no quiere saber nada de ella a pesar de la promesa que un día se hicieron, por lo que le entrega los documentos del rancho y le pide que ahora consiga la firma de Guillermo. Horacio logra ganarle en la pelea a Regino, pero queda muy lesionado. Valentina le muestra los videos a Guillermo y descubre que en realidad Estela le fue infiel, por lo que la noticia lo altera y Ricardo le jura amor incondicional a Camila y a su bebé. Valentina le muestra un video a Helena de su mamá con su amante y ella comprueba la tracción de Estela, por lo que Valentina le informa que su papá se siente arrepentido ya que desperdició muchos años alejado de ella. David le asegura a Rosa María que él quiere ser el donador de corazón de Guillermo. Helena llega a la casa de Guillermo y al verse, no dudan en darse un abrazo. Ricardo le confiesa a Camila el fraude que cometió y ella le pide que le diga toda la verdad a Valentina. |                                                     |                            |                                    |                         |                          |
| 107 | «No te va a salvar ni Dios»                         | 21 de septiembre de 2021   | 28 de septiembre de 2021           | 2.6                     | 1.71                     |
| Nora le informa a Yolanda que Guillermo se encuentra delicado de salud y le asegura que no quiere que se muera su papá, por su parte Yolanda le deja en claro que al ser tan iguales, ella podría convertirse en su sucesora. Lizia traiciona a Enrique y envía un correo alertando a Guillermo sobre los manejos sucios de su empleado. Consuelo, al subirse al auto de su hijo Leonardo, descubre que él goleó a Héctor y se lo confiesa a Horacio. Héctor le asegura a Patricia que lo único que le puede ofrecer es su amistad. Guillermo quiere saber quién escribió la carta y provocó el distanciamiento con su hija Helena. Yolanda le asegura a Nora que son muy parecidas, ya que ambas están dispuestas a lo que sea con tal de conseguir lo que se proponen y le deja en claro que ya sabe que ella no es hija de Guillermo. Lucha y Meche le comentan a Adelaida que la culpable del incendio en la casa, fue Nora. Ricardo le confiesa a Valentina que le robó a su papá para poderse vengar por todo lo que le hizo y no dudó en revelarle que ella es la verdadera hija de Guillermo Vargas. |                                                     |                            |                                    |                         |                          |
| 108 | «Se va a hacer justicia»                            | 22 de septiembre de 2021   | 30 de septiembre de 2021           | 2.6                     | 1.54                     |
| Claudio le pide a Valentina que se cuide de Nora ya que es muy probable que la vuelva a traicionar. Valentina se entera de que está siendo acusada de fraude fiscal por la cuenta de banco que abrió Ricardo a su nombre, pero Claudio le asegura que él la va ayudar a salir del problema. Camila le pide a Ricardo que se divorcie de Valentina. Ricardo le confiesa a Camila que planea declarar que él abrió la cuenta en el banco a espaldas de Valentina y así comprobar que ella es inocente. Enrique descubre que Lizia le robó todo su dinero y Leonardo amenaza a Horacio sobre el tesoro que guarda. Leonardo intenta vender las joyas que le robó a Horacio y descubre que pertenecieron a una ex Emperatriz. Ricardo tiene miedo de la reacción de Patricia cuando conozca que le robó el dinero a su papá. Valentina le asegura a Nora que ya sabe que ella es la verdadera hija de Guillermo y le confirma que está segura que la traicionó, Nora acepta su maldad y le revela las razones por las cuales la odia tanto. Valentina le exige a Nora que sea ella quien le diga a Guillermo toda la verdad. |                                                     |                            |                                    |                         |                          |
| 109 | «Soy capaz de todo»                                 | 23 de septiembre de 2021   | 1 de octubre de 2021               | —                       | 1.57                     |
| Adelaida descubre el fraude que cometió Enrique y no duda en enfrentarlo. Patricia está convencida de que Valentina no va a delatar a Nora. Consuelo le confirma a Helena que sus padres sí se amaban, pero la maldad de Yolanda, los separó. Ahora que ya conoce la verdad, Valentina está dispuesta a ayudar a Helena y entre las dos van a poder cumplir sus sueños. Helena le comparte a Consuelito que Leonardo le provocó el accidente a Majo y Guillermo enfrenta a Enrique, pidiéndole a la policía que lo arreste. Nora, al ver que podría perder su fortuna ahora que Valentina ya conoce la verdad, está dispuesta a quitarla de su camino. Héctor le reclama a Leonardo por haber abandonado a su hija y le asegura que él dejó sus planes para poderle dar un hogar a Mina. Valentina le confirma a Ricardo que le va a regresar el dinero a cambio de que la deje ser feliz con Claudio. |                                                     |                            |                                    |                         |                          |
| 110 | «Un as bajo la manga»                               | 24 de septiembre de 2021   | 4 de octubre de 2021               | —                       | 1.67                     |
| Nora le asegura a Beba que en realidad Yolanda no tiene amigos y pasa la mayor parte del día con ellas, por lo que no duda que sea Patricia quien la pueda estar traicionando. Horacio amenaza a Leonardo con un arma para que suelte a Héctor. Héctor le asegura a Helena que debió ser más inteligente para apoyarla y le reitera que no la volverá a traicionar. Nora le asegura a Patricia que va averiguar lo que está tramando y Guillermo se entera de que David le quiere donar su corazón. Judith regresa a la oficina de Guillermo y le confiesa que la vida no debe ser condicionada, por lo que comenzará con los trámites para donarle el corazón de Majo; él como agradecimiento le ofrece trabajo. Leonardo se aprovecha de la situación que viven en su casa y a través de una llamada anónima pide cinco millones de pesos para regresarle su libertad a Mina. Nora comienza a meterle ideas a Yolanda contra Patricia. |                                                     |                            |                                    |                         |                          |
| 111 | «Tomar medidas extremas»                            | 27 de septiembre de 2021   | 5 de octubre de 2021               | —                       | 1.66                     |
| Beba y Uriel continúan con su plan para acabar con Yolanda Pratas, pero para no ser descubiertos, Uriel se viste de mujer para poder encontrarse, pero al dejar claros los puntos a seguir, Beba y Uriel se despiden con un beso. Patricia planea usar a Mina para que Héctor se case con ella. Nora cuestiona a Valentina de sus planes a futuro y ella descubre que en ninguno figura Claudio, por lo que está segura que a la hora que hable con Claudio podrá convencerlo de que se quede con ella. Ricardo descubre que Mina está en el departamento de Patricia y es atacado por Leonardo, por lo que el hijo de Consuelo amenaza a Patricia de que si dice algo atentará contra Mina. Héctor, al ver que Leonardo tiene a Mina, decide enfrentarlo poniendo en peligro su vida. Guillermo le agradece a Majo lo excelente que fue como persona, Helena escucha las palabras que su padre le dedicó a su mejor amiga y no duda en abrazarlo. |                                                     |                            |                                    |                         |                          |
| 112 | «Un amor para siempre»                              | 28 de septiembre de 2021   | 6 de octubre de 2021               | —                       | 1.75                     |
| Guillermo, al saber que Carlitos se debate entre la vida y la muerte, decide rechazar el de Majo y propone que mejor sea donado a Carlitos. Patricia le platica a Héctor lo que realmente pasó con Leonardo y él le jura a Mina que siempre va estar con ella. Ricardo aprovecha que se quedó solo con Patricia y le confiesa que ya le reveló toda la verdad a Valentina. Claudio es interrogado por Valentina de sus planes a futuro y ella le comparte que quiere estudiar para presentar su colección como lo hizo Helena en Madrid. Consuelo descubre que Leonardo es el verdadero padre de Mina por lo que al ver que atentó contra la vida de su propia hija, decide correrlo de su casa y no saber nada de él. Valentina no duda en revelarle a Helena que ella es su verdadera hermana. Claudio comienza con los trámites de divorcio de Valentina con Ricardo, pero al querer obtener el acta de matrimonio se da cuenta de que no está registrada en el sistema y descubre un gran secreto de Ricardo. |                                                     |                            |                                    |                         |                          |
| 113 | «Ese matrimonio nunca existió»                      | 29 de septiembre de 2021   | 8 de octubre de 2021               | 2.6                     | 1.74                     |
| Patricia le pide a Nora trabajar en equipo ahora que ya sabe que no es la hija de Guillermo. Valentina le comenta a Helena y a Adelaida que Patricia le realizó una prueba de ADN y así descubrió la verdad. Leonardo amenaza a Yolanda con mostrar el video de Camila. Leonardo, al intentar escapar de la policía, sube por las escaleras del atelier de Yolanda, pero se encuentra con Judith y al verla cree que es Majo, él pierde el equilibrio y cae desde el segundo piso; Consuelo le pide perdón a Héctor por todo el daño que le causó. Ricardo le informa a Claudio que la seguridad de Valentina está en peligro luego de que él le comentara a Patricia que se quería divorciar, por lo que Claudio le asegura que no es necesario el divorcio, ya que nunca estuvieron casados. Tras el accidente de Leonardo, Yolanda le comparte a Beba que todos reciben lo que merecen, Nora queda impresionada al ver a la hermana de Majo en el atelier de Yolanda. |                                                     |                            |                                    |                         |                          |
| 114 | «Muerto en vida»                                    | 30 de septiembre de 2021   | 11 de octubre de 2021              | 2.5                     | 1.73                     |
| Valentina le confiesa a Helena que en su plan de vida no se ve con Claudio, ya que él tiene otros planes muy diferentes a los de ella, por lo que cree que no están destinados a estar juntos. Patricia cae en la trampa de Beba y Ulises, siendo fotografiada por el detective de Yolanda. Nora cuestiona a Claudio si está dispuesto a renunciar a sus sueños por seguir los de Valentina. El médico le informa a Consuelo que tras el accidente, Leonardo ya no tendrá movilidad en su cuerpo. Leonardo aprovecha que está con su mamá para confesarle que le provocó el accidente a Majo, ya que no quería que naciera su hijo. Judith aprovecha que Leonardo está en el hospital para hacerse pasar por una enfermera y así revelarle que pudo vengarse por lo que le hizo a Majo. Valentina le confiesa a Nora que Adelaida ya sabe que ella es la hija de Guillermo y le da un día para que le diga la verdad a su papá. Rosa María le informa a Helena que llegó el momento de desconectar a Majo y Nora le propone a Patricia un plan para que las dos no se queden en la calle. |                                                     |                            |                                    |                         |                          |
| 115 | «Si nos amamos podemos con todo»                    | 1 de octubre de 2021       | 12 de octubre de 2021              | —                       | 1.54                     |
| Helena llega al hospital para darle el último adiós a su amiga Majo, quien está por entrar al quirófano para comenzar con la donación de sus órganos. Patricia quiere callar a Enrique para que ella no termine en la cárcel. Patricia manda a golpear a Enrique en la cárcel, pero él enloquece al grado de raparse. Tras conocer la decisión de Guillermo, Judith le asegura que lo admira todavía más y Nora no duda en denunciar a Valentina. Héctor, al ver lo mal que la está pasando Leonardo le ofrece su apoyo, pero él lo rechaza y le revela su odio asegurándole que no se arrepiente por todo el daño que le hizo. Adelaida felicita a Beba y a Uriel por el buen trabajo que han realizado para desenmascarar a Yolanda. Claudio y Valentina se juran que se van apoyar para cumplir sus sueños. |                                                     |                            |                                    |                         |                          |
| 116 | «Pagar el precio»                                   | 4 de octubre de 2021       | 13 de octubre de 2021              | —                       | 1.60                     |
| Patricia aprovecha que está con Héctor para hacerle saber que últimamente ha presentado síntomas de embarazo. Horacio se siente muy orgulloso de lo grande que son Valentina y Helena, por lo que está seguro que Guillermo tiene a las mejores hijas; por su parte Valentina le agradece por haberla salvado. Guillermo, al saber que se encuentra muy delicado de salud, le propone a Claudio hacerse cargo de sus empresas y de la fundación. Nora está dispuesta a callar a su tía Adelaida para que no revele la verdad y Patricia obtiene una prueba de embarazo con resultado positivo y busca a Héctor. Valentina no quiere que Claudio renuncie a sus sueños. Guillermo amenaza a Yolanda y le asegura que va a recuperar el taller que un día fue de su hija Helena. Nora se sentirá traicionada por Patricia y Adelaida se desmaya luego de beber el té al que Nora le colocó unas gotas para acabar con ella. |                                                     |                            |                                    |                         |                          |
| 117 | «Valentina es detenida»                             | 5 de octubre de 2021       | 14 de octubre de 2021              | 2.7                     | 1.53                     |
| Camila está dispuesta a comenzar una nueva vida, por lo que decide enfrentar su realidad al quitarse el parche con el que oculta la cicatriz que le dejó el accidente aéreo. Yolanda le asegura a Nora que deben prepararse para una nueva batalla y Rosa María le informa a Guillermo que Adelaida fue envenenada. Ricardo le confiesa a Patricia que él le robó todo el dinero a Armando para poderse fugar con Valentina, pero gracias a que ella los delató, le arruinó su futuro. Helena, Consuelo y Valentina reciben una gran noticia sobre su desfile de modas. Adelaida, al ver que atentaron contra su vida, decide confesarle a Guillermo quién es su verdadera hija. Valentina es detenida por evasión de impuestos. Adelaida se burla de Nora y le asegura que en esta ocasión le falló su plan, ya que no pudo acabar con ella y le revela que ya le confesó toda la verdad a Guillermo. Patricia le informa a Héctor que está embarazada. |                                                     |                            |                                    |                         |                          |
| 118 | «Yolanda Pratas es un fraude»                       | 6 de octubre de 2021       | 15 de octubre de 2021              | 2.8                     | 1.64                     |
| Patricia aprovecha que Helena llega a su departamento para revelarle que espera un hijo de Héctor, Guillermo se entera de que Valentina se quedará bajo resguardo de las autoridades mientras se realiza el juicio y Consuelo tiene todo liso para defender a su familia ante las injusticias de Yolanda. Consuelo sorprende a Yolanda en su taller y aprovecha que está la prensa para presentar las pruebas de que se ha robado los diseños de los vestidos que presenta como suyos. Claudio demuestra con un video que fue Ricardo fue quien extrajo todo ese dinero, pero para el juez, no son pruebas suficientes de la inocencia de Valentina. Guillermo le demuestra su apoyo a Valentina y le revela que ya sabe que ella en realidad es su hija, por lo que le pide que lo llame «papá». Valentina obtiene su libertad y Nora busca a Guillermo para que la perdone, pero él la enfrenta. Ricardo al sentirse mal se despide de Patricia y le deja en claro que siempre la vio como una madre. |                                                     |                            |                                    |                         |                          |
| 119 | «¿Te quieres casar conmigo?»                        | 7 de octubre de 2021       | 18 de octubre de 2021              | 2.7                     | 1.85                     |
| Claudio sorprende a Valentina con una serenata y aprovecha el romántico momento para pedirle matrimonio, por su parte, Valentina se entera de que Nora la metió a la cárcel, pero le pide a su papá que la perdone. Héctor y Helena llegan al departamento de Patricia y descubren que Ricardo está muerto, pero Patricia enloquece y quiere hacerle daño a Helena. Leonardo le pide a Héctor que lo mate y Nora es humillada en la calle. Nora, al ver el éxito de Valentina, no permitirá que siga triunfando y está dispuesta a vengarse. Yolanda amenaza a Helena con arruinarle su desfile y le revela que ella le provocó la muerte a su mamá. Horacio le propone matrimonio a Consuelito y Nora llega al desfile de modas. |                                                     |                            |                                    |                         |                          |
| 120 | «Que el amor te acompañe hoy y siempre»             | 8 de octubre de 2021       | 19 de octubre de 2021              | 3.2                     | 1.76                     |
| Nora cierra el desfile de modas de Valentina y Helena, con el vestido que le robó a Camila sin imaginar que se convertiría en otra víctima de Yolanda. Valentina llora de manera desconsolada al ver que perdió a su hermana, mientras Yolanda busca acabar con Helena. Yolanda es enviada a prisión y al ver que Patricia enloqueció, no duda en burlarse de ella, pero su ahijada le demuestra quien es la que manda en prisión. Tras una reunión en su casa, Guillermo comienza a sentirse mal del corazón, por lo que le pide a Rosa María que no lo lleve al hospital ya que él quiere morir en su hogar acompañado de los seres que más ama. Finalmente, Valentina logra su sueño de casarse con Claudio y en compañía de los seres más queridos, se juran amor eterno. Valentina le asegura a Consuelito que para ella ha sido más que una mamá. Claudio celebra que por fin puede estar con Valentina, por lo que le asegura que se encargará de enamorarla todos los días, mientras que ella le jura que estará a su lado para hacerle olvidar los malos momentos. Helena le hace un anuncio a Héctor que lo llena de felicidad. |                                                     |                            |                                    |                         |                          |

Notas
1. ↑  En México, este episodio se pre-estrenó el 23 de abril de 2021 a través de la página oficial y la cuenta en Youtube de Las Estrellas.[17]

## Producción
La telenovela se presentó el 15 de octubre de 2020 durante el Up-front de Televisa para la temporada en televisión 2020-21, bajo el esquema «Up-Front: Visión21, realidad sin límites», Diseñando tu amor originalmente fue su título provisional. La producción de la telenovela inició grabaciones el 28 de enero de 2021, en una locación al sur de la Ciudad de México y con una misa oficiada por el padre José de Jesús Aguilar. El 2 de marzo de 2021, Televisa y el productor Pedro Ortíz de Pinedo anunciaron una convocatoria en donde se invitó al público a votar por el título oficial de la producción, entre los títulos destacaron: Diseñando tu amor (provisional), Contigo si y para siempre, Bordando tu amor y Un amor a la medida. El 5 de marzo de 2021, mediante un comunicado de prensa se anunció que el título provisional, Diseñando tu amor, fue escogido como el título oficial de la producción.

## Audiencia
| Temporada | Horario (CT)                     | Episodios | Primera emisión     | Primera emisión      | Última emisión       | Última emisión       | Prom. de espectadores (millones) |
| Temporada | Horario (CT)                     | Episodios | Fecha               | Audiencia (millones) | Fecha                | Audiencia (millones) | Prom. de espectadores (millones) |
| --------- | -------------------------------- | --------- | ------------------- | -------------------- | -------------------- | -------------------- | -------------------------------- |
| 1         | Lunes a viernes 16:30 - 17:30 h. | 120       | 26 de abril de 2021 | 2.3                  | 8 de octubre de 2021 | 3.2                  | 2.6                              |

| Temporada | Horario (ET/CT)         | Episodios | Primera emisión     | Primera emisión      | Última emisión        | Última emisión       | Prom. de espectadores (millones) |
| Temporada | Horario (ET/CT)         | Episodios | Fecha               | Audiencia (millones) | Fecha                 | Audiencia (millones) | Prom. de espectadores (millones) |
| --------- | ----------------------- | --------- | ------------------- | -------------------- | --------------------- | -------------------- | -------------------------------- |
| 1         | Lunes a viernes 8pm/7c. | 118       | 26 de abril de 2021 | 1.58                 | 19 de octubre de 2021 | 1.76                 | 1.41                             |